# Starověké vojenství

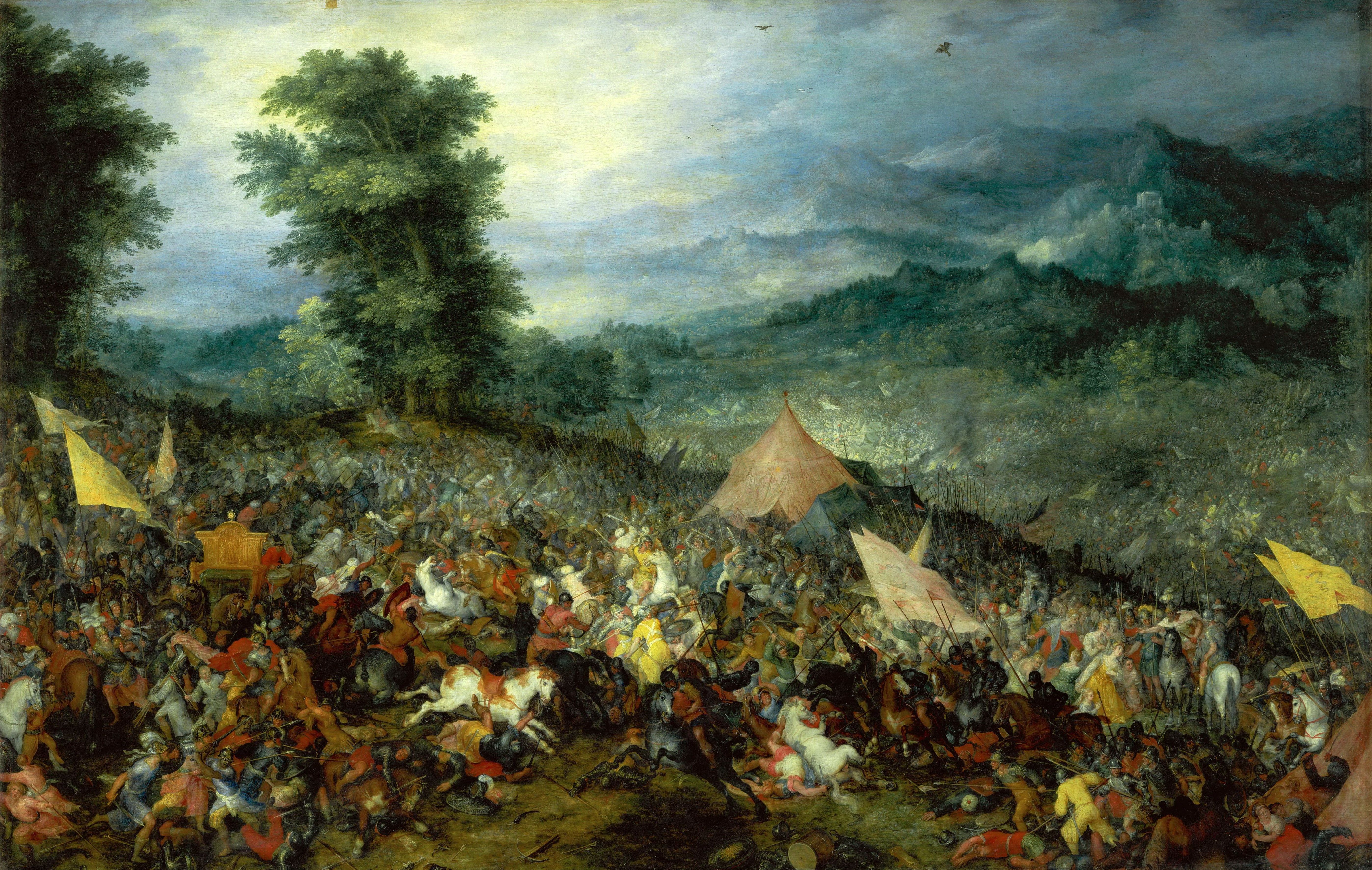
Znázornění bitvy u Gaugamél

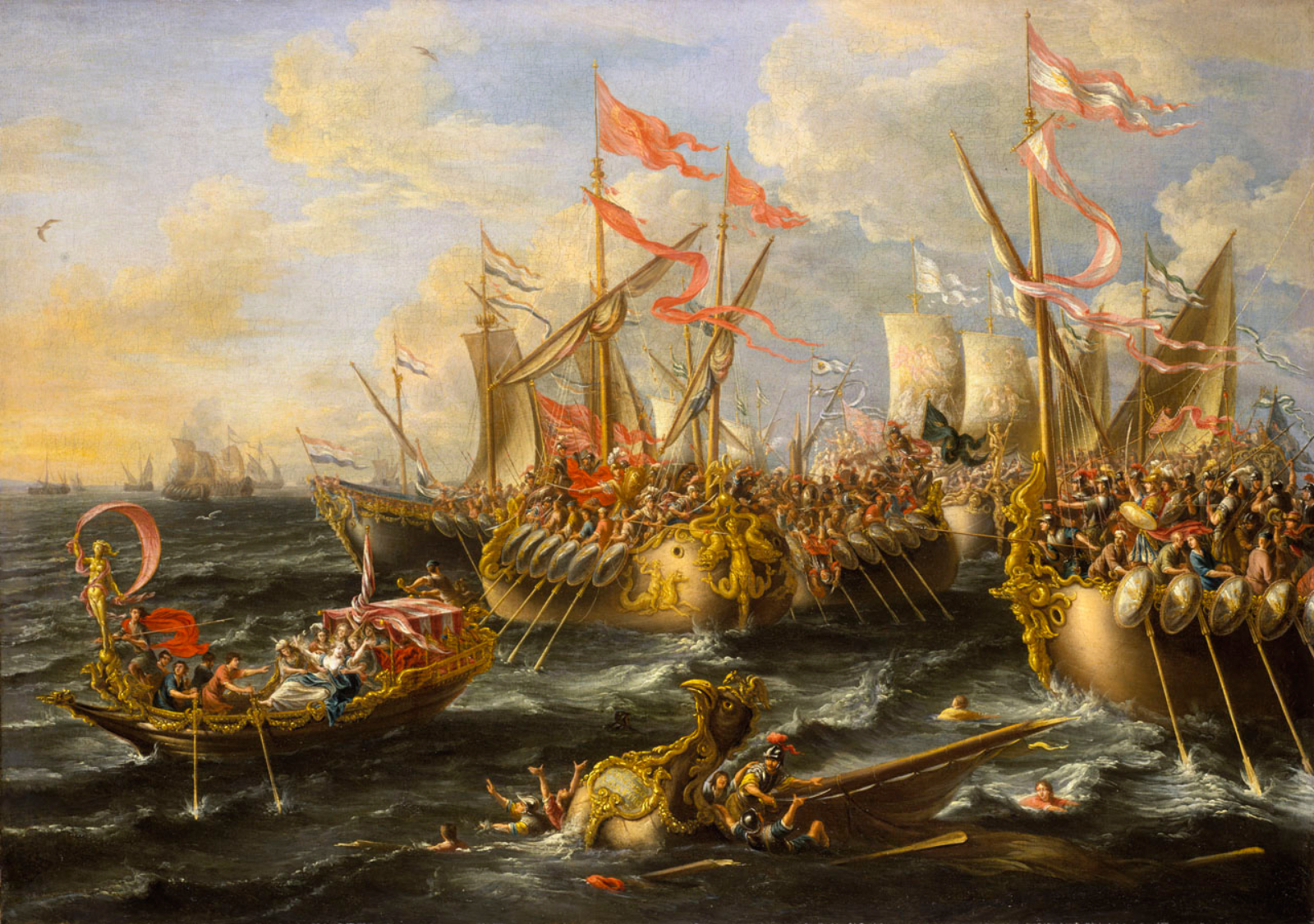
Lorenzo A. Castro: bitva u Actia, 1672

Starověké vojenství se vyvíjelo od počátku civilizace až do pádu Západořímské říše roku 476. Vojenství té doby se skládalo ze čtyř důležitých částí, pěchoty, kavalerie (vozatajstva), obléhacích technik a válečného námořnictva. Každá tato část vojenství byla na počátku starověku velice primitivní.
Jednou z nejdůležitějších částí armády byla pěchota. Jako první začali pěchotu využívat Sumerové. Pěšák té doby měl nekvalitní brnění a zbraně, přičemž to bylo zaviněno nedostatkem důležitých kovů. Postupem času se některé části pěchoty začaly specializovat výhradně na lukostřelbu a až do příchodu Asyřanů tvořily pěchotu velké kontingenty lučištníků a malé skupiny obrněných pěšáků (egyptská pěchota, babylonská pěchota). Asyřané (společně s Chetity) začali využívat železo a jejich pěchota byla velmi obávaná. Po Asyřanech přišli Peršané, ale ti se nijak významně nesnažili o rozvíjení jejich pěšího vojska. Mezitím se v Řecku objevil typ vojáků zvaných hoplíté, kteří bojovali ve falangách. Hoplíté nosili těžké brnění a co bylo víc, dokázali porážet velká vojska Peršanů. Po reformách Filipa Makedonského se stala falanga ještě účinnější a smrtelnější. Na konci čtvrtého století př. n. l. se v Itálii objevil zcela nový typ válečnictví tzv. manipulové válečnictví. Tím vznikly i římské legie (armádní uskupení) a ty sklízely vavříny vítězství kam jen vpadly. Samozřejmě že římská pěchota utržila i několik tvrdých porážek, ale vždy se s nimi dokázala vyrovnat. V Gali, Iberii a Germanii se pěchota neřídila žádnými postupy a boje byly divoké a neuspořádané.
Z počátku neexistovala v žádném vojsku kavalerie, nýbrž vozatajstvo (válečné vozy). Válečný vůz dominoval starověkému válečnictví až do konce druhého tisíciletí př. n. l. Velkými staviteli vozů byli především Egypťané a Chetité, kteří v té době vlastnili největší množství válečných vozů. Po domestikaci vhodných koní k jízdě se na starověkém bojišti objevila první kavalerie. Svou kavalerií prosluli hlavně Skytové, Peršané a Parthové, ale i v Řecku, Itálii, Galii, Iberii a Germánii byla kavalerie velice ceněna. Samotný Alexandr Veliký měl jízdu v oblibě a rád s ní prováděl rozhodující údery. Římané v bitvách spoléhali spíše na svoji pěchotu, a tak byla kavalerie většinou tvořena různými žoldáky. Právě v římské kavalerie byly zastoupeny skoro všechny typy jízdy.
Když se začali lidé sdružovat do měst, většinou se opevnily hradbou a tím vznikl nový typ boje, obléhání. Obléhání bylo velice náročné pro obě strany a až Asyřané se stali skutečnými obléhateli. Začaly se využívat různé stroje, jako obléhací věž, beranidlo, žebříky atd. Po pádu Asyřanů se po delší odmlce začali o obléhací techniky zajímat Řekové. Ti vynalezli několik vrhacích a střelných obléhacích zbraní. I když byly tyto zbraně účinné, Řekové je příliš nedocenili. Římané, tak jako v jiných částech vojska, přebrali to nejlepší co vzniklo na poli obléhání a dokázali to skvěle využít. Stali se největšími obléhateli starověku a nebyla před nimi pevnost, které by byla v bezpečí.
Mnoho starověkých civilizací vzniklo u moře a brzy se u nich objevila snaha o vytvoření válečného námořnictva. Velkými staviteli lodí byli Féničané, Řekové, Kartáginci a poté Římané. Díky silnému loďstvu se Féničanům dařilo zakládat kolonie v dalekých zemích. Řekům se díky jejich loďstvu dařilo porážet Peršany, kteří tím velice trpěli. Kartáginci se stali hlavní námořní mocností západního středomoří, což jim záviděli Římané. Po skončení třech punských válek se stal Řím pánem západního středomoří a za krátkou dobu už opanoval celé Středozemní moře.

## Pěchota

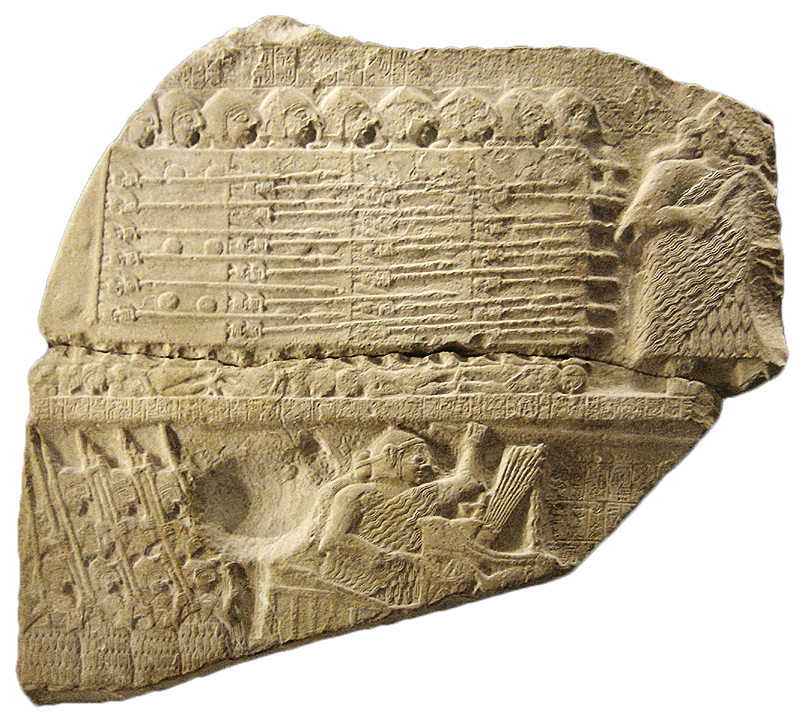
Sumerská pěchota v bitevní formaci. Vyobrazení na stéle z Vulture

Pěchota byla nepostradatelnou částí každé starověké armády. Jako první ji využívali Sumerové. Sumerský pěšák byl vybaven kopím s bronzovou špicí, dřevěným štítem a nejspíše i helmou. S výjimkou důstojníků či velitelů se jen zřídkakdy na sumerských stélách objevují pěšáci s kvalitnějším brněním. Sumerská pěchota bojovala v sevřených útvarech, které připomínaly pozdější řecké falangy. V armádě bylo v malém počtu zastoupeno i vozatajstvo.
Egyptská pěchota byla v době Staré a Střední říše nepočetná, a to hlavně proto, že Egypt oddělovaly od sousedních států pouště, a tak byl málo ohrožen zvenčí. Když byl Egypt v 17. století př. n. l. napaden Hyksósy, byl rychle poražen. Egypťané se pak od Hyksósů naučili stavět rychlé válečné vozy, vyrábět kvalitní bronzové zbraně a kompozitní luky. Po vyhnání Hyksósů se egyptská armáda stala obávanou pro své válečné vozy a lučištníky. Těžkooděnců bylo v egyptském vojsku málo, avšak byli ceněni pro své bleskové útoky.
Po pádu chetitské říše došlo k strmému vzestupu říše asyrské. Asyřanům se přezdívalo „železní vojáci“, a to hlavně pro jejich silné železné brnění. V jejich armádách již nehrálo tak velkou roli vozatajstvo, i když byly prováděny pokusy o zlepšení této složky armády. Asyřané skvěle kombinovali útoky svých těžkooděnců s přesnými salvami lučištníků.
Po pádu Asýrie vznikla novobabylonská říše a posléze říše perská. Peršané byli proslulí svojí jízdou, jejich pěchota však nebyla tak úspěšná. V řecko-perských válkách byli Peršané poraženi, a to hlavně pro nedostatek těžkooděnců.
Řecká pěchota byla striktně zaměřena na boj muže proti muži a lučištníci nebyli v jejich řadách příliš početní. V Řecku se používala tzv. falanga. Byla to sevřená obdélníková formace pěchoty. Řecký pěšák využíval kopí, přilbu, silné brnění a štít hoplon, podle něhož se řečtí pěšáci nazývali hoplíté. Makedonci pod králem Filipem falangu dále pozměnili a zdokonalil. Filipovi pěšáci měli lehčí brnění, menší štíty a využívali dlouhé kopí sarísu. Formace se skládala z 16 řad místo dřívějších osmi.
Římané byli zpočátku ovlivněni Kelty, takže jejich pěchota využívala keltské zbraně a strategii. Kolem roku 600 př. n. l. ovládli Řím Etruskové, a ti zde zavedli falangu. Po vyhnání Etrusků si Řím falangu ponechal, avšak falanga se nehodila k boji v hornatém terénu Apenin. Ke konci čtvrtého století př. n. l. Řím zavedl manipuly, a s nimi i velké bojové jednotky legie. Ty zůstaly jádrem římské armády až do pozdního císařství. Hlavní výbavou římského pěšáka byl gladius (meč), scutum (štít), pilum (oštěp) a přilba.
Národy v Hispánii, Galii a Germanii používaly jednoduchou válečnou strategii; pěšáci divoce zaútočili a doufali, že nepřítele porazí. V Hispánii se také často používala guerilla. První dvě jmenované země na tuto taktiku doplatily a Římská říše je pohltila. Germáni, kteří byli po dlouhou dobu sousedy Římanů, se od nich mnohé naučili a nakonec Řím rozvrátili.

## Vozatajstvo

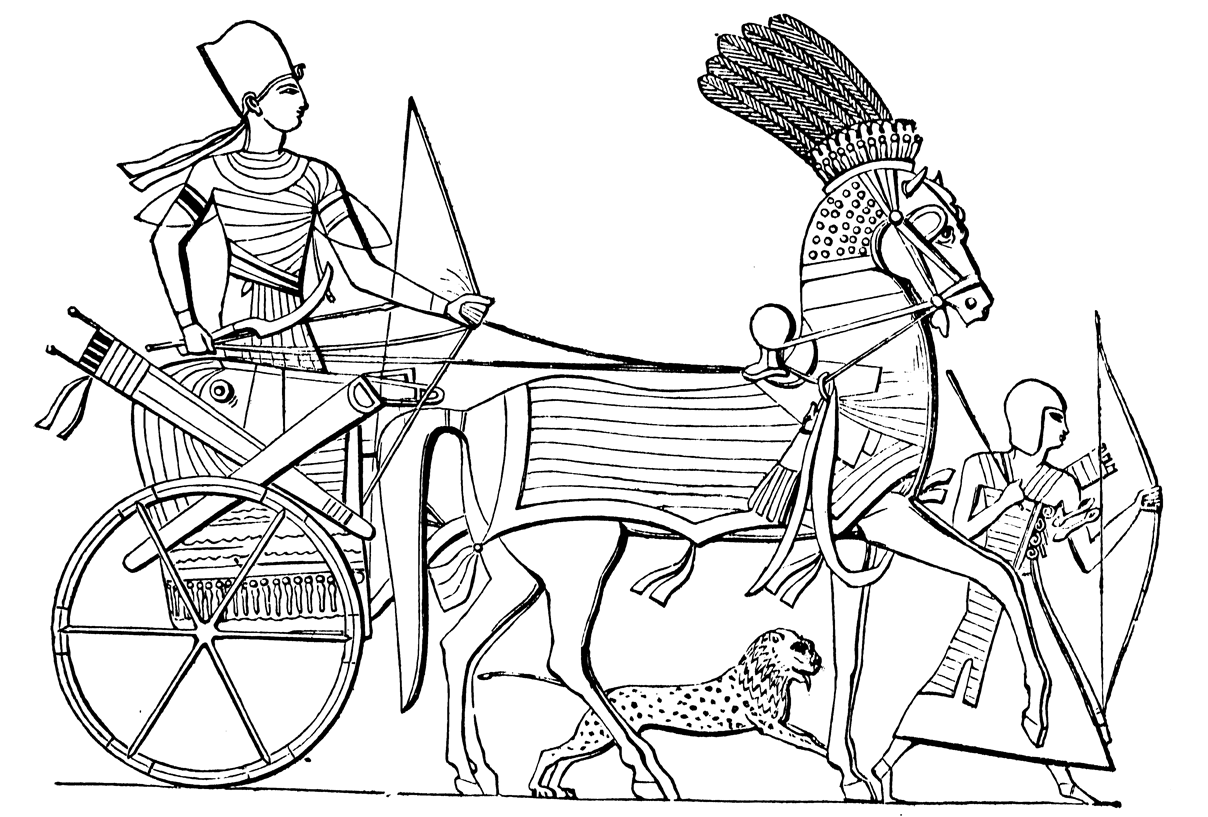
Egyptský válečný vůz

Stejně jako tomu bylo u pěchoty, i vozatajstvo využívali Sumerové. V té době však spíše plnilo funkci dopravní. Bojovník přijel na svém voze ke svým spolubojovníkům, ihned sesedl a bojoval jako pěšák. Vozy té doby byly nemotorné a k jejich tahu se nevyužívali koně, ale osli či muly. V posledních třech stoletích třetího tisíciletí př. n. l. neexistují žádné záznamy o účasti vozů v bitvách.
Nejspíš by se válečné vozy již nepoužívaly, kdyby se v oblasti Blízkého východu neobjevil kůň. I když vycvičení koně, jako tažného zvířete do vozu nebylo zcela jednoduché, začali se brzy takto využívat. Kůň však nebyl jediný rozhodující faktor, který zařídil návrat válečných vozů na bojiště. Dále byl vynalezen lehký vůz, který měl kola opatřena čtyřmi paprsky. Takovýto vůz, který měl kvalitní koňské spřežení, mohl dosahovat rychlosti okolo 38 km/h a přesto byl velmi lehký a bytelný. Hlavní zbraní starověkého vozataje byl kompozitní luk s dostřelem okolo 170 metrů.
Válečné vozy začaly ihned využívat všechny orientální mocnosti. Největší armády válečných vozů vlastnili Chetité a Egypťané, kteří je využívali výhradně k útokům. Pokud si chtěla jakákoliv říše té doby udržet velmocenské postavení a nezávislost, musela vlastnit co největší počty válečných vozů.
Udržovat velké počty válečných vozů však představovalo obrovské finanční břímě. K jejich výrobě bylo zapotřebí to nejkvalitnější dřevo a zručné řemeslníky. Kompozitní luk se vyráběl i několik let a opět ho musel vyrábět zručný řemeslník. I když se koně rozšířili po celém Blízkém východě, stále bylo jejich pořízení drahé. Koně museli být tvrdě a svědomitě cvičeni, aby bylo docíleno jejich vytrvalosti a houževnatosti.
Bylo svedeno mnoho bitev, ve kterých hrálo velkým prim vozatajstvo (bitva u Meggida, bitva u Kadeše). Po zničení Chetitské říše kolem roku 1200 př. n. l. se vozy používají již v menší míře. Dále je ještě využívali Egypťané a Asyřané, ale s narůstajícími kvalitami kavalerie vozatajstvo neustále upadá. Asyřané od používání válečných vozů ke konci své říše definitivně opustili. Poté byly ještě na krátkou dobu používány vozy s kosami, ale ty jen utvrdily starověké vojevůdce o tom, že věk válečných vozů je již pryč.
Válečné vozy dále využívali Keltové. Ti je pouštěly jak do bitev, tak se na nich vozili jen za účelem dopravy. Většinou obklopily své nepřátele a házeli na ně své oštěpy. S touto taktikou se setkali ještě Římané v Británii.

## Kavalerie

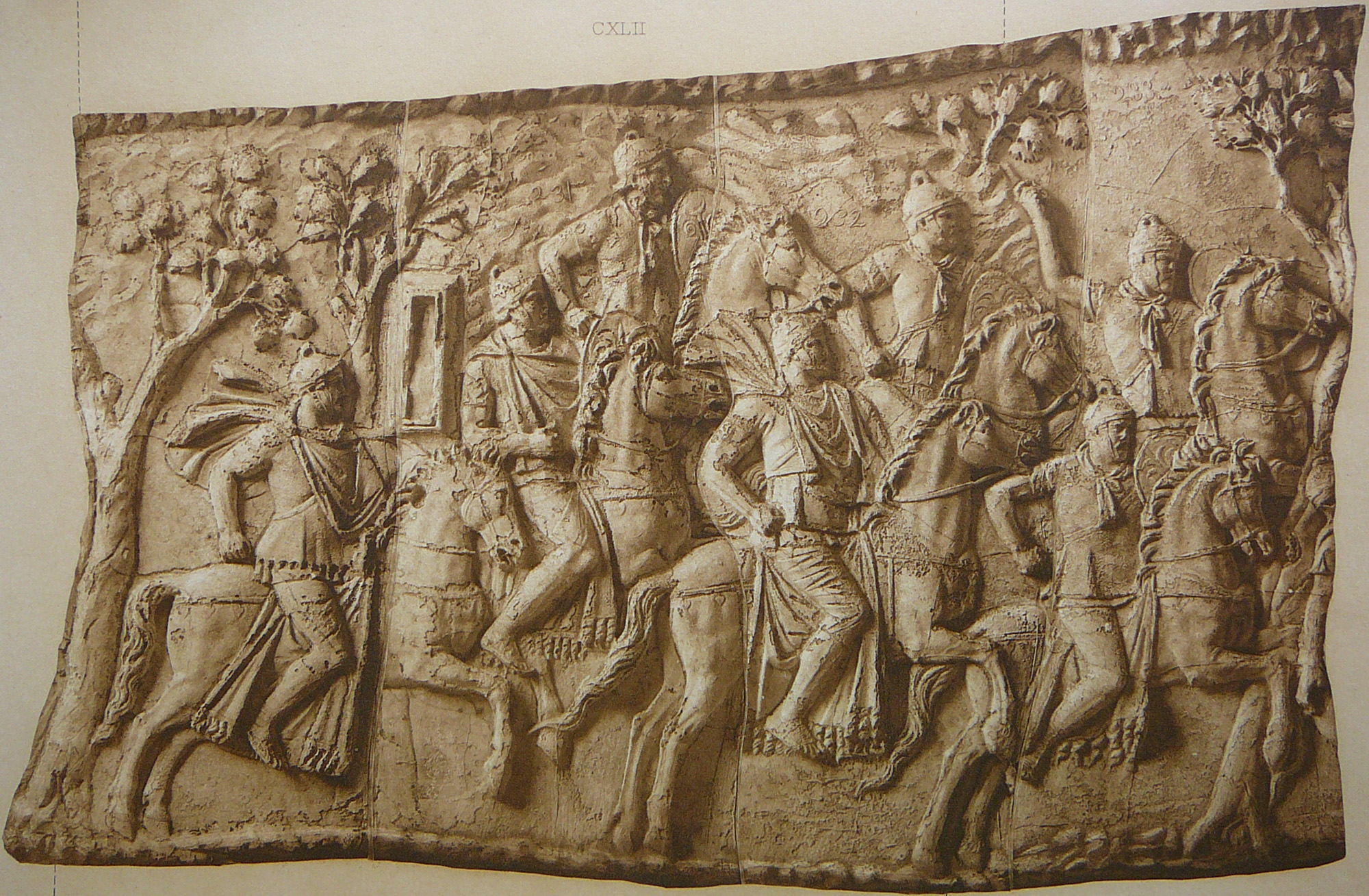
Římská kavalerie znázorněná na trajánově vítězném sloupu

Kavalerii po dlouhou dobu vytlačoval válečný vůz, který dominoval válečnictví v pozdní době bronzové. Kavalerie se nemohla stát plnohodnotnou částí armády do té doby, než byl vyšlechtěn kůň, který by dokázal unést jezdce. Kůň se také musel zbavit strachu z válečného ryku a jeho vycvičení byl někdy úkol vskutku nadlidský. Po pádu říše Chetitů a vzestupu říše Asyrské se podařilo tyto podmínky splnit a kavalerie začala vytlačovat válečné vozy z jejich pozice.
Nejranější zobrazení asyrského jezdce pochází z doby panování krále Aššurnasirpala II., ale je téměř jisté, že v té době byla kavalerie běžná u většiny stepních národů.
Po pádu Asyrské říše a vzestupu Peršanů se stala kavalerie dominantní částí perského vojska. Ceněni byli hlavně jízdní lučištnící, kteří dokázali zničit armádu bez jediného máchnutí meče.
Obávaným národem jezdců byli Skytové. Skytové byli velcí bojovníci a se svojí v podstatě primitivní taktikou dokázali zničit nejednu armádu. Používali kompozitní luk a jejich koně byli v kohoutku vysocí 144–150 centimetrů. Skyty nakonec porazili až Sarmaté, kteří stejně jako oni využívali jízdní lučištníky a k tomu ještě obrněnou jízdu.
Řekové si jízdu nikdy příliš neoblíbili, ale v Thesalii byla pověstná svými krásnými koňmi. Během peloponeských válek se jízda začlenila do řeckého vojska, ale její počty nikdy nepřesáhli 1000 jezdců. Filip II. Makedonský a jeho syn Alexandr si jízdy vážili už o poznání více. Kavalerie měla chránit křídla falangy a zasazovat smrtící údery.
Stejně jako Řekové, i Římané se spoléhali na pěchotu a méně již na kavalerii. Po druhé punské válce sloužili v římské kavalerii žoldáci ze sousedních zemí a z provincií.
Pro Keltibery z Hispánie byl kůň posvátné zvíře a často ho zdobili. Místo aby používali kavalerii v přímém útoku, používali ji k rychlým útokům ze zálohy. Jejich příbuzní v Gálii útočili s kavalerií přímo na své nepřátele. Galští jezdci udělali na Římany velký dojem a ti je začleňovali do svého vojska.
Germáni se v mnoha ohledech podobali Galům a používali i stejnou taktiku. Postupem času se germánská kavalerie začala podobat té římské.
Parthové, kteří se zmocnili Seleukovského území na východ od Sýrie se specializovali na kavalerii. Jejich jízdní lučištníci používali taktiku takzvané parthské střely tj. když je nepřítel pronásledoval, otočili se na koňském hřbetě a zasypali své nepřátele šípy. Nejimpozantnější částí parthské kavalerie byli katafrakté. Katafrakté nosili těžké brnění a jejich koně byli rovněž obrnění.
Po zničení říše Parthské a nástupu říše Sasánovské přejali Sasánovci parthskou kavalerii a ještě jí zdokonalili. Jejich katafrakté byli ještě obrněnější a uštědřili Římanům několik opravdu tvrdých porážek.
Ke konci starověku se v Evropě objevil nový kočovný národ, Hunové. Hunové byli stejně jako Skytové národ, který pocházel z asijských stepí a páteří jejich armády byli tedy jízdní lučištníky. Když se Hunové dostali do styku s Římskou říší, pozměnili svou armádu a přijali větší množství pěchoty a těžké jízdy. To však nic nemění na tom, že jejich kavalerie pomohla rozvrátit Římskou říši.

## Obléhací techniky

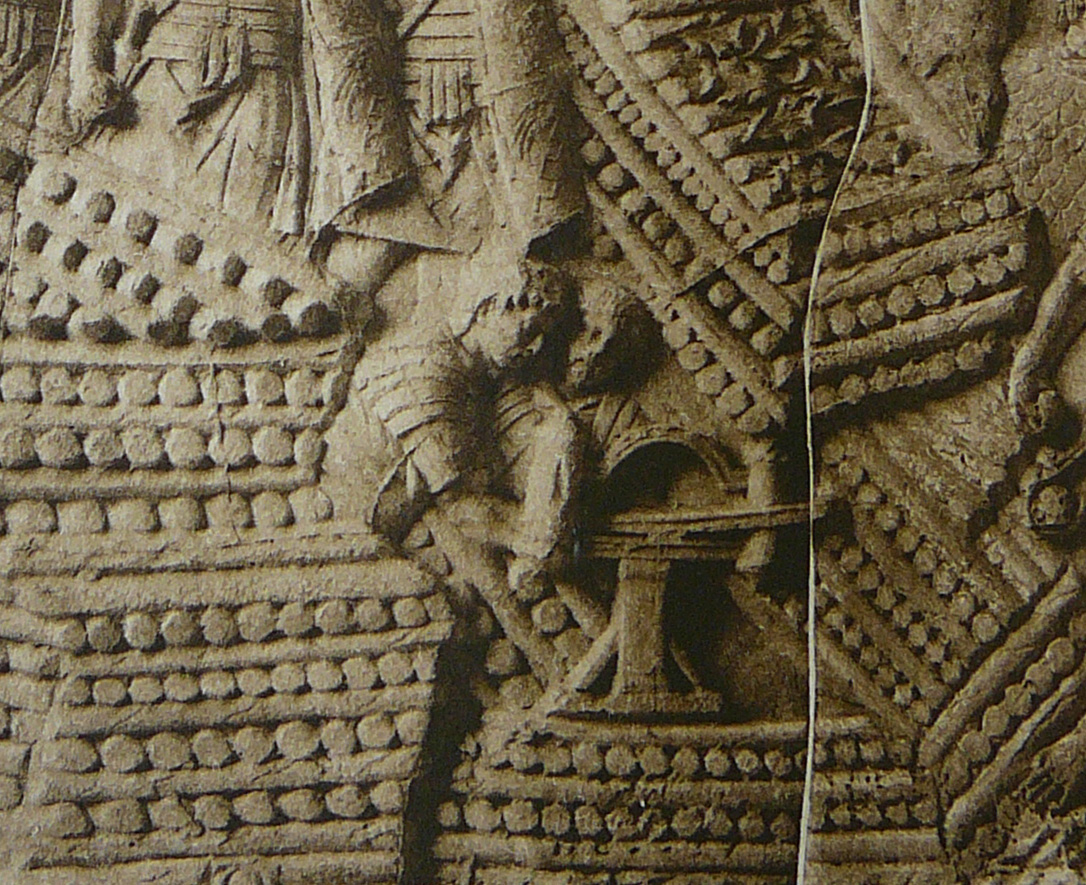
Římský katapult ztvárněný na trajánově vítězném sloupu

Po vzniku měst a jejich opevnění vznikly obléhací techniky. Z počátku se tyto techniky omezovaly spíše na primitivní nástroje jako byly žebříky. Většina obléhatelů se spokojila s blokádou měst a jejich vyhladovění, ale v tomto případě riskovali ztrátu iniciativy a zásobování obléhatelů bylo mnohdy složité. Dále existovalo takzvané podkopání, kdy se útočník podkopal pod nepřátelské hradby a buď jim narušil základy, anebo vytvořil tunel, který směřoval přímo do města. Poslední možností byla zteč, ale ta přinášela těžké ztráty, přičemž vyhlídky na úspěch byly mizivé.
Prvními skutečnými obléhateli byli Asyřané, kteří vytvořili mnoho strojů, které jim usnadnili dobývání měst. Velmi účinné byla asyrská beranidla a obléhací věže. Běžná taktika spočívala v ostřelování nepřátelského města lučištníky a během tohoto krytí se přesunuly obléhací věže k hradbám a muži, kteří v nich byli ukrytí se snažili vyčistit cimbuří od nepřátel. Poté byla přesunuta beranidla, díky nimž se mohl vytvořit průlom v hradbách. Byla to účinná taktika a Asyřanům se díky ní dařilo ničit i ta nejsilněji opevněná města.
Po pádu Asyřanů se obléhací techniky dále nerozvíjejí a umění obléhání postupně upadá. Tato doba vlastně signalizuje návrat starých pořádků, kdy nejúčinnější prostředek k dobytí města byla jeho blokáda. Až na přelomu pátého a čtvrtého století př. n. l. se obléhací techniky začínají rozvíjet na Sicílii a to hlavně v Syrakusách. Dinýsios I., král syrakúský se potýkal s neustálým bojem proti Kartágincům. Král snil o sjednocené Sicílii, jejíž hlavní město by byly Syrakúsy. K vyhnání Kartaginců ze Sicílie však potřeboval účinné obléhací zbraně. Dionýsios shromáždil na svém dvoře nejlepší učence z celého středomoří. Tito učenci se pustili do vyvíjení nových strojů. Výsledkem tohoto vývoje bylo vytvoření zbraní gastraphetes a oxybeles. První z jmenovaných byla přenosná a představovala předchůdkyni dnešní kuše. Oxybeles byl již plnohodnotný dělostřelecký kus a používal se na větší vzdálenosti. Tato zbraň se brzy osvědčila a stala se předchůdkyní všech řeckých a římských katapultů.
Samotní Řekové tyto stroje nikdy příliš nedocenili, avšak jejich budoucí pokořitelé si brzy všimli vyznámu těchto strojů. Filip Makedonský, stejně jako před ním Dionýsios, shromáždil na svém dvoře v Pelle světoznámé inženýry. Za krátkou dobu se jim podařilo vytvořit takzvaný lithobolos, který byl určen k vrhání kamenů. Filip a po něm i jeho syn Alexandr si díky těmto strojům podmanili mnohá území.
Ve třetím století př. n. l. si do té doby nepříliš známý národ Římanů opatřil řecké obléhací stroje. Vedla je k tomu hlavně nutnost, protože si chtěli podmanit silná řecká a kartaginská města. Římané se naučili umění obléhání pozoruhodně rychle a brzy se před jejich zbraněmi třásla všechna starověká města. Římané zdokonalili všechny řecké obléhací zbraně a vznikly tak zbraně jako byla balista a cheiroballistra. Římané byli také vytrvalými útočníky a dokázali před obléhanými městy vydržet i celé roky. Značně zlepšena byla i konstrukce pevností, která se zlepšila díky římskému vynálezu, betonu.
Ve třetím století dochází k úpadku Římské říše a obléhací zbraně nejsou již tak účinné. Upouští se od dvojramenných katapultů a začínají se používat katapulty jednoramenné, i když jejich účinnost je nižší.
Klasický příklad představuje onager.

## Válečné námořnictvo

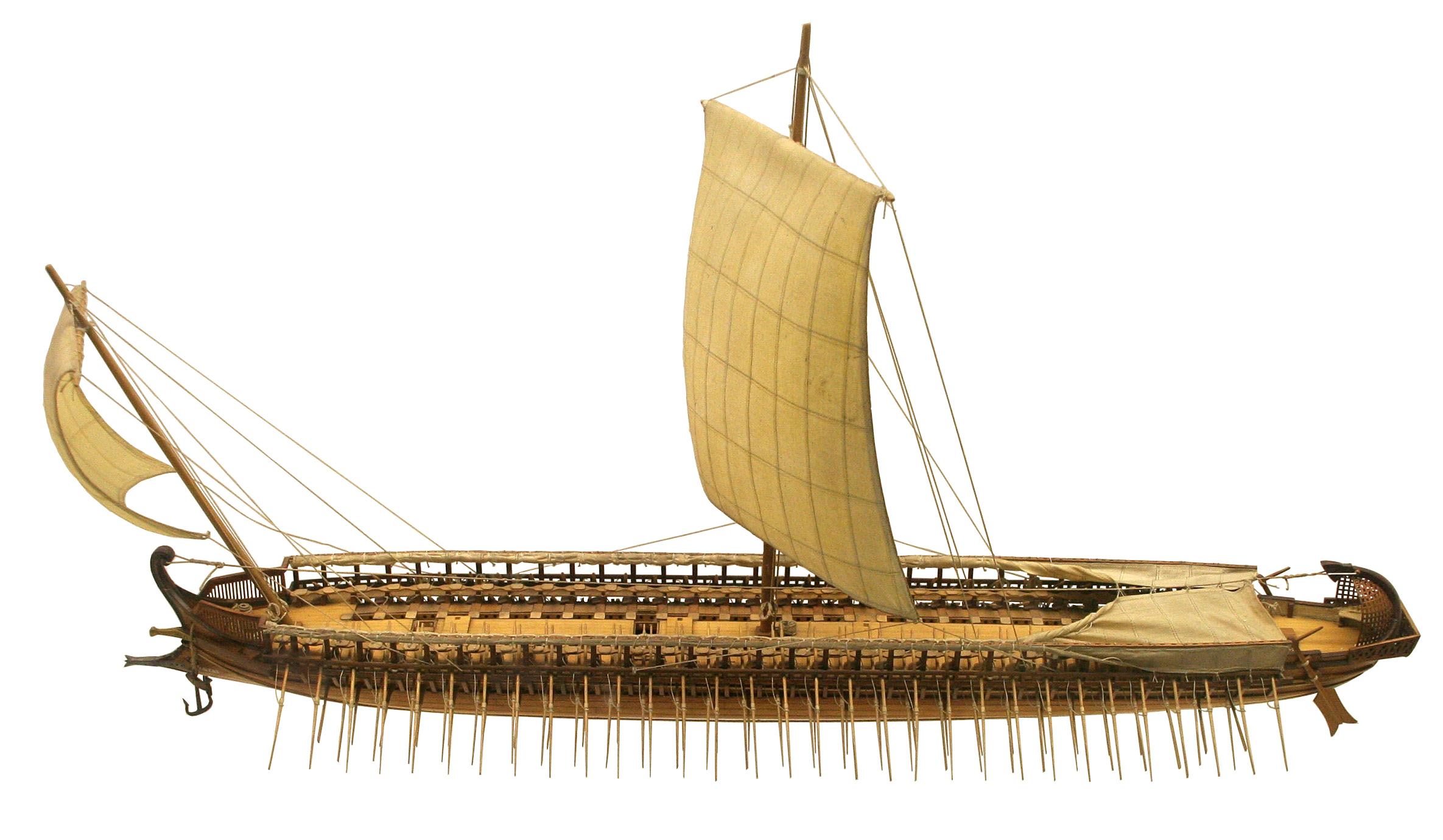
Model řecké triéry

Většina starověkých civilizací vznikla u moře a brzy se u nich objevila snaha o vybudování válečného námořnictva, které by chránilo jejich obchodní lodě a přepravovalo armády. Nejstarší doložené použití válečného námořnictva pochází z roku 2450 př. n. l., když Egypťané přepravovali své vojsko do Palestiny. První významnou námořní mocností byl Egypt, který rozdrtil loďstvo mořských národů v nilské deltě. Avšak egyptské lodě byly pouze zvětšeniny člunů, které brázdily Nil, takže šlo v podstatě o plovoucí plošiny, které sloužily pouze pro dopravu pěchoty.
První opravdovou válečnou (ale i obchodní) lodí byla pentekontera. Pentekotéra pochází z doby kolem roku 750 př. n. l., ale neví se přesně kdo ji vynalezl. Loď byl dlouhá, úzká a využívala jak veslaře tak i plachty. Tuto loď hojně používali Féničané, kteří se stali proslulými mořeplavci. Nevýhodou lodi byly špatné manévrovací schopnosti a velmi malý úložný prostor.
V této době se k boji mezi loděmi většinou používaly zápalné šípy a nádoby, které byly naplněny většinou pryskyřicí. Válečné námořnictvo velmi ovlivnil vynález beranu. Beran byl vlastně trám, vyčnívajíci z lodi a později byl obložen kovem. První doložené použití beranu proběhlo roku 535 př. n. l.
Pentekotéra využívající beran se však stala nestabilní a použití beranu na této lodi bylo neefektivní. Proto se začaly ve větší míře využívat birémy. Birémy byly dvouúrovňové lodě, které měly dvě řady vesel. Nejstarší zobrazení birémy se nachází v Ninive z roku 701 př .n l. Lodi typu birémy měly o jednu třetinu kratší konstrukci, staly se kompaktnějšími a zároveň byly tužší konstrukce.
Od lodi biréma je už pouze krok k triéře (či trirémě). Triéra, jak název napovídá, měla tři řady veslařů a její manévrovací schopnosti jsou úctyhodné. Triéru používali hlavně Řekové a brzy se ukázaly kvality této lodi. I v početní menšině, do které se Řekové dostali během řecko-perských válek se jim dařilo porážet jejich perské protivníky (skvělým případem je bitva u Salamíny). Poté se triéra stává základní válečnou lodí celého Řecka a to až do jeho dobytí Makedonci.
Od nástupu diadochů lze pozorovat trend vzrůstající mohutnosti triéry. Tím vzniká takzvaná polyréma, která má více veslařů u jednoho vesla. Polyréma byla schopna unést větší počet pěšáků a dokonce se na její palubě vyskytovaly malé katapulty. Také se začíná používat takzvaná quinqueréma, kterou si oblíbili v Kartágu.
Kartágo představovalo námořní mocnost západní středomoří. Ve třetím století př. n. l. se dostávají do kontaktu s Římany, kteří si podmanili Itálii a toužili se stát námořní velmocí. Tím se rozpoutala série válek, které dnes nazýváme punské a na jejich konci bylo Kartágo zničeno a Řím se stal pánem západního Středomoří.
Poté bylo římské válečné námořnictvo používáno s úspěchem proti helénistickým zemím až nakonec bylo roku 168 př. n. l. rozpuštěno. To bylo osudové rozhodnutí, protože roku 167 př. n. l. se Římané rozhodli omezit nezávislost Rhodu, který do té doby plnil funkci námořního "četníka". Bezprostředně po tomto rozhodnutí se ve Středozemním moři objevili piráti. Ti používali lodě typu liburna a hemiola. Tyto lodě se staly proslulé svou rychlostí a po porážce pirátů roku 67 př. n. l. je Římané zavedli do svého loďstva. Od bitvy u Aktia byly námořní bitvy vzácnou podívanou a římské loďstvo se zaměřilo na dopravu zásob a vojáků. Poslední ryze starověká bitva se odehrála roku 323, když Konstantin porazil svého rivala Licina. V bitvě porazil Konstantin 200 Licinových trirém a sám disponoval pouze 80 lehkými plavidly. Od této doby se triréma využívá jen zřídka a to je i konec klasického starověkého válečného námořnictva.

## Zbraně

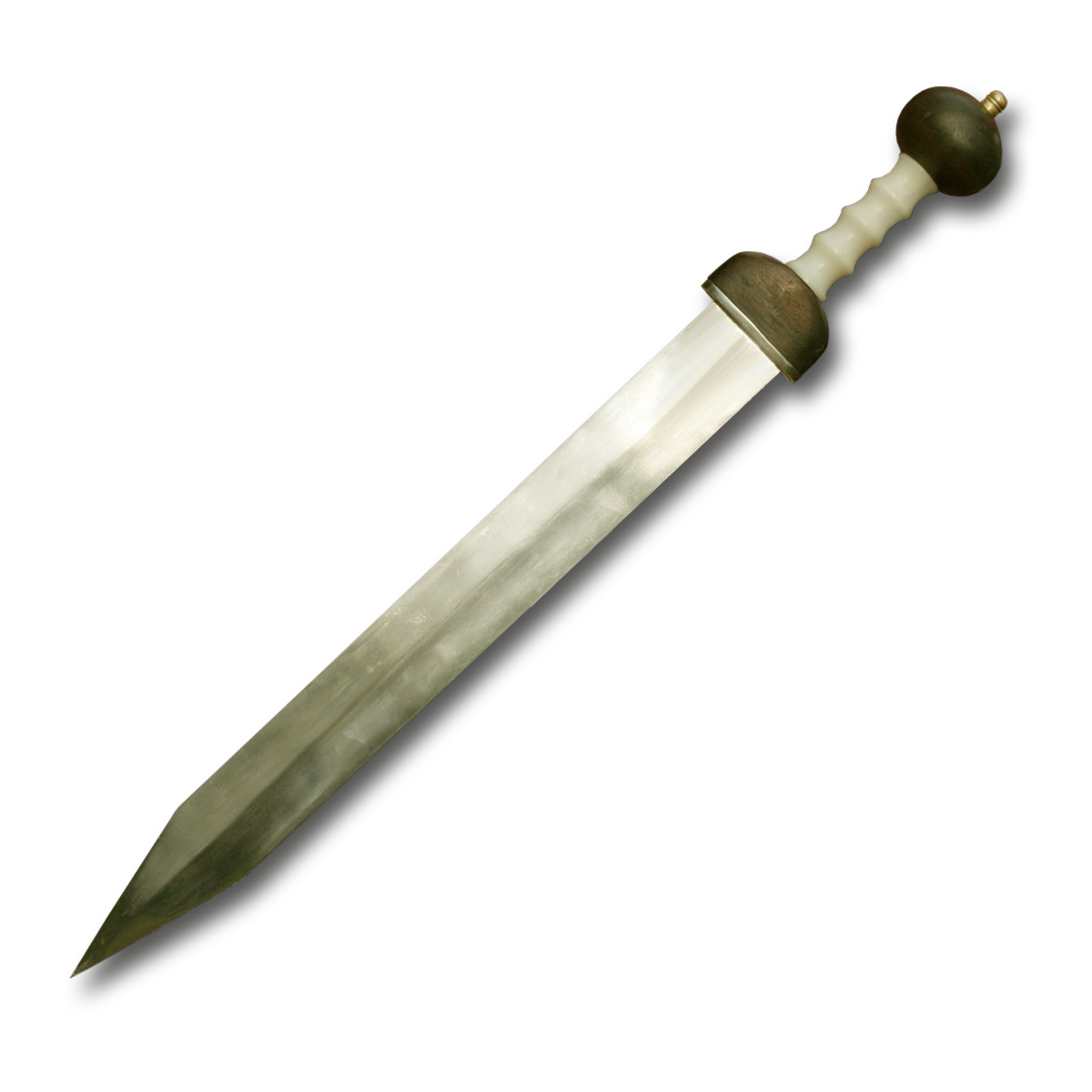
Gladius

Ve starověku se zbraně dělily na dva druhy. Na zbraně používané pro boj zblízka (meč, kopí) a na zabraně, které byly využívány pro boj z dálky (oštěp, luk). Během starověku se objevilo mnoho národů, které preferovaly ten či onen druh zbraně. Před dobou Asyřanů se mnoho národů spoléhalo na luk, kterým vybavovali své armády pěšáků a vozataje. Asyřané si na druhou stranu vážili těžkooděnců (i když lučištníci byli v jejich armádách nepostradatelní). Co se týče Řeků či Římanů, ti také sázeli na své šiky těžkooděnců. Řečtí hoplíté používající falangu byli vyzbrojeni kopím (později sarísou) a bojovali ve falangách. Pro římské legionáře byla zbraň číslo jedna meč a také jejich oštěp pilum. Byly také využívány obléhací zbraně. Jako první obléhací zbraň byl využíván žebřík, poté beranidlo a dále obléhací věž. S dalším vývojem přibyly k těmto zbraním i důmyslné stroje, které střílely projektily (kameny, oštěpy).
Výčet nejpoužívanějších a nejlepších zbraní starověku: kompozitní luk, sarísa, gladius, spatha, pilum, falx, balista, gastraphetes.

## Strategie
Starověká vojenská strategie spočívala v rozdrcení protivníka a v získání co největšího bohatství z daného střetnutí. Avšak ono rozdrcení protivníka nebylo příliš snadné. Ne každý protivník chtěl ihned svést rozhodující bitvu a ne každý se hned vzdal. Pokud byl protivník poražen, velmi často se uchyloval za hradby svých měst či pevností. Tato taktika ztrpčila vítězství nejednomu vojevůdci. V některých případech využívaly určité armády guerillu nebo taktiku tzv. spálené země. Pokud již armáda dosáhla vítězství, bylo také zapotřebí rozhodnout jestli se zachová milosrdně či ne (například Asyřané prosluli svou brutalitou vůči svým nepřátelům). Toto rozhodnutí mohlo mít za následek výsledek daného tažení a dokonce i osud celých říší.[zdroj?] Samozřejmě, válka nebyla vedena jen za účelem pokoření protivníka či získání nového území. Někdy šlo jen o získání jídla, dobytka nebo bohatství. Za tímto účelem vedly války galské a germánské kmeny.

## Taktika
Efektivní taktika velmi závisela na:
1. Velikosti a zkušenosti obou armád
2. Typu upřednostňovaných jednotek
3. Pozici a znalosti terénu
4. Počasí
5. Zkušenostech a talentu vojevůdce

## Civilizace

### Sumer

Sumerský válečný panel

Sumerské vojenství bylo vůbec první co existovalo. Sumerové nevyužívali jízdu a nejsou ani doloženy žádné obléhací zbraně. V jejich armádách byli zastoupeni pěšáci a válečné vozy.
Na různých stélách jsou sumerští pěšáci zobrazeni v sevřených formacích, které nápadně připomínají falangu. Hlavní zbraní sumerského pěšáka bylo kopí, oštěp, sekera či dýka. Jeho brnění tvořil pouze velký dřevěný štít a helma. Všechno toto vybavení bylo vyrobeno z bronzu nevalné kvality. Byly však nalezeny i zbraně vyrobené ze zlata a stříbra. Tyto zbraně musely zcela jistě patřit nějaké významné osobě (králi či šlechtici). Co se týče taktiky, ta se také podobala řecké. Falanga pěšáků na sebe vázala střed protivníka a lehké jednotky podnikaly útoky na křídla nepřítele.
Jak již bylo napsáno, Sumerové využívali i válečné vozy. K prvnímu doloženému využití válečného vozu došlo kolem roku 2500 př. n. l. Vozy Sumerů byly těžké, úzké a měly čtyři pevná kotoučová kola. Posádku tvořil vozataj a další voják, který buď vrhal oštěpy a nebo byl pouhým pozorovatelem. V Mezopotámii nebyli přítomni žádní koně, takže jako tažné zvíře byl využíván onager. Tažné zařízení bylo značně nedokonalé, takže vůz měl špatné manévrovací schopnosti a jeho rychlost byla poměrně nízká (něco okolo 15–20 km/h). Vozy nebyly levnou záležitostí, takže jich sumerské městské státy nevlastnily velké množství. Z toho lze odvodit, že vozy využívali pouze důstojníci a zcela jistě nerozhodovaly bitvy.
Sumerské městské státy byly samozřejmě opatřeny hradbami, které je chránily před útočníky. Avšak, efektivní obléhání v této době neexistovalo. Útočník mohl město pouze oblehnout a čekat, než obráncům dojdou zásoby.

### Egypt

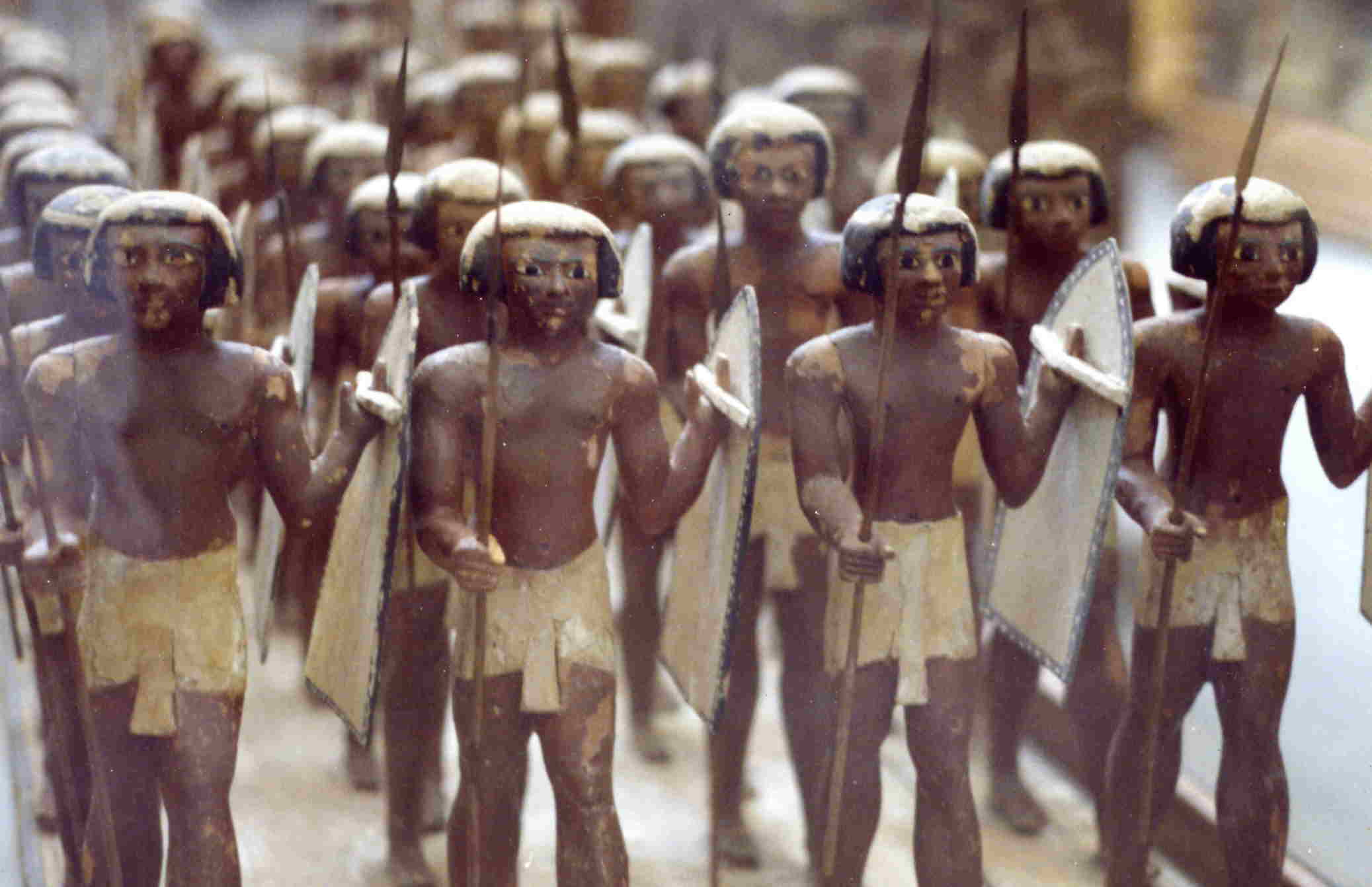
Dřevěné figurky egyptských vojáků

Egyptské vojenství se skládalo z pěchoty, vozatajstva a obléhacích technik a válečného námořnictva (značně primitivních). Co se týče kavalerie, ta byla zavedena až v době vlivu (a nadvlády) jiných národů, takže ji již nelze považovat za část klasického egyptského vojenství.
Ve Staré říši byla egyptská pěchota složena z rekrutů a případně ze žoldnéřů pocházejících převážně z Núbie. V době Střední říše se egyptská armáda skládala z branců (ze sta obyvatel musel narukovat jeden). V roce 1720 př. n. l. napadli Egypt Hyksósové, kteří zcela změnili egyptské vojenství. Hyksósové do Egypta přinesli technologie Blízkého východu, jako byl kompozitní luk, rychlý válečný vůz a kvalitní bronzové zbraně. Egypťané se rychle naučili vyrábět a používat tyto technologie. Když se Egypťanům podařilo v 16. století př. n. l. Hyksósy konečně porazit, stala se jejich armáda velmi účinnou.

Období Nové říše se vyznačuje agresivní egyptskou zahraniční politikou a jejich vojenskou expanzí. Pěchota té doby byla složena převážně z velkých kontingentů lučištníků, kteří zasypávali svými šípy nepřátelé. Existovaly však i malé jednotky těžkooděnců, kteří byli převážně používány k přímému útoku na nepřítele.

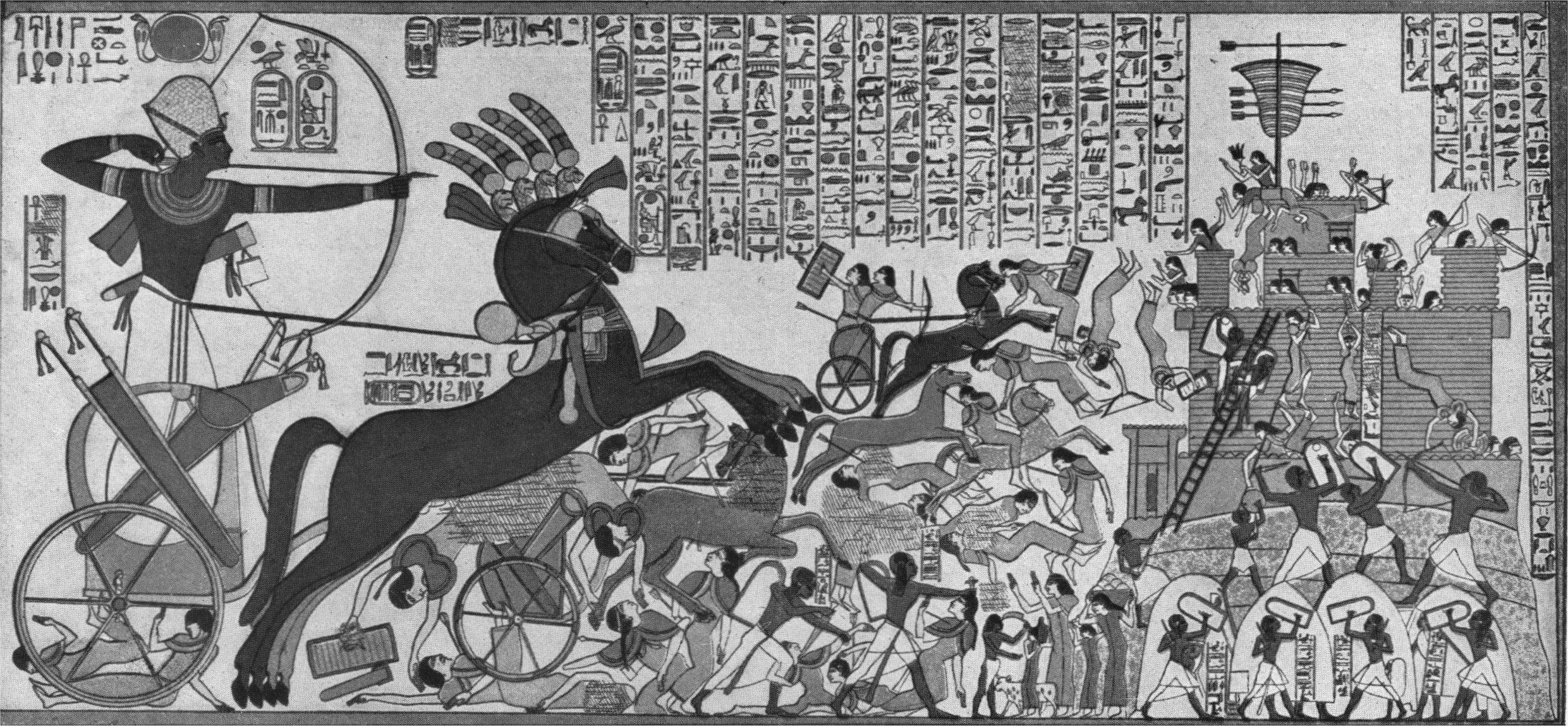
Egyptský válečný vůz

 Tyto jednotky se nazývaly Nachtu-aa. Nachtu-aa nosili brnění (většinou zpevněnou látku), přilbu (z bronzu), dřevěný štít a v boji používali dýky, sekery, kyje a kopí. Bitva většinou probíhala tak, že lučištníci svojí palbou demoralizovali nepřítele a Nachtu-aa je útokem zničili. Egyptská pěchota byla dělena do rot po 250, a poté rozdělena do čet po 50.
Nepostradatelnou částí egyptské pěchoty té doby byli také žoldnéři. Medžaj byli původem z Núbie a prosluli svým uměním lukostřelby. Během bitvy u Kadeše měl Ramesse II. osobní stráž složenou z bojovníků kmene Šardan. Šardanové byli Indoevropané, kteří používali kovové meče (v té době nezvyklé) a byli to nejspíše první specializovaní šermíři na světě.
Pro Egypťany se stal bohem války válečný vůz. Válečný vůz měl dvě kola, která byla opatřena čtyřmi a později šesti paprsky. Vozy měly lehkou konstrukci, což dosvědčuje váha tohoto vozu (pouhých 34 kg). Vůz byl také snadno ovladatelný a u novodobých zkouškách s replikou bylo dosaženo rychlosti 38 km/h. Na voze byli přítomni dva muži, vozka a lučištník. Vozka byl vybaven štítem, přilbou a šupinkovým brnění. Kůň byl rovněž chráněn a to buď látkovým a v méně případech šupinkovým brněním. Lučištník používal kompozitní luk, který byl velmi kvalitní.
Co se týče obléhacích technik, ty nebyly příliš rozvinuty. Egypťané již znali žebříky a beranidla, avšak k útokům na opevněná města se uchylovali jen zřídka. Většinou celé město oblehli a nechali ho vyhladovět.
Egypťané také používali válečné námořnictvo. V roce 1190 př. n. l. zničil Ramesse III. loďstvo mořských národů v nilské deltě. Avšak, egyptské lodě byly v podstatě plovoucí plošiny, které sloužily pro přepravu pěchoty. Lodě v žádném případě nebyly schopné odolat žádnému vzdutí moře a nemohly tak vyplout na otevřené moře.

### Asýrie

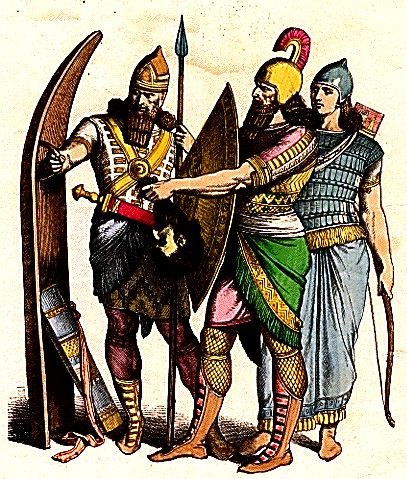
Asyrští pěšáci

Asyřané vytvořili vskutku úctyhodnou vojenskou mašinérii. Jejich armády se skládaly z pěchoty, vozatajstva, kavalerie a obléhacích technik.
V mnoha těchto složkách armády byli Asyřané pokrokoví. Asyřané začali (společně s Chetity) vyrábět zbraně a brnění ze železa, což jim poskytlo výhodu vůči ostatním armádám. Na rozdíl od ostatních armád té doby se Asyřané specializovali na úderné jednotky, neboli na jednotky těžkooděnců. Asyrské brnění bylo povětšinou těžšího charakteru, od plášťů s našitými bronzovými pásy až po kovové brnění, které zakrývalo celé tělo. Přilby měly klasický kónický tvar a štít byl kulatý, vypouklý a zakrýval velkou část těla. Jako zbraň používali asyrští pěšáci meč, kopí nebo oštěp. Lučištníci představovali důležitou část asyrské armády. Jako ostatní asyrští vojáci, i lučištníci nosili brnění. V bitvě byli asyrští lučištníci často doprovázeni štítonoši nebo jim byly vystavěny stěny z rákosu na ochranu před nepřátelskými šípy. Pro případ nouze byli vybaveni meči nebo dýkami. Dále byli v asyrské armádě k vidění i prakovníci. Asyřané neměli jednu tradiční formaci, používali např. falangu (hlavně při obléhání), ale v bitvě si potrpěli na rozvinutější a volnější formace.

I když bylo vozatajstvo od doby pádu Chetitské říše na ústupu, stále si zachovalo v asyrské armádě respekt. Vzhledem k tomu, že byli k dispozici již silnější a vytrvalejší koně, mohl asyrské válečný vůz pojmout čtyři muže (buď jednoho vozku, jednoho lučištníka a dva štítonoše a nebo dva lučištníky a jednoho štítonoše). Vůz byl opatřen bočním krytím a celkově působil robustním dojmem. I kola se zvětšila a měla více paprsků než dřívější kola.

Asyrský jízdní lučištník

 Ve voze byla záměrně zvýšena podlaha, aby měl lučištník lepší rozhled (asyrští králové často využívali tyto vozy za účelem lovu). Místo dřívějších dvou byli k tažení použiti koně tři. Zlepšeno bylo také udidlo, díky tomu měl vozataj lepší možnost manévrování. Avšak, asyrské válečné vozy byly velmi zranitelné novou složkou armád, kavalérií.
První kdo využíval kavalérii byli zcela jistě kočovníci z asijských či ruských stepí. Tito kočovníci si oblíbili luk, s kterým dokázali výborně zacházet. Asyřané brzy převzali kavalérii do svého vojenství a často je s úspěchem používali. Na rozdíl od kočovníků, Asyřané používali a jízdní kopiníky. Z počátku nebyli jejich jezdci chráněni brněním (nosili pouze přilbu) a stávali se tak terčem lučištníků. Z toho důvodu začali jezdci brzy využívat různé typy hrudního brnění (od látky až po železo). V této době neexistovalo žádné sedlo, takže kavalerista musel být skvěle vycvičen.
Asyřané se stali prvními velkými obléhateli historie. K obléhání využívali žebříky, beranidla, obléhací věže a rampy. Pokud došlo k obléhání, Asyřané neprodleně obklíčili město a jejich lučištníci zahájili palbu. Poté přisunuli svá beranidla a snažili se prorazit hradby. V některých případech použili žebříky a obléhací věže, které měly za úkol překonat hradby. Obléhací věže byly přisunuty k hradbám po rampě (často pokryté deskami) a poté byl zahájen útok. Kombinace rampy a věže si později oblíbili Římané. Pro asyrskou armádu byla typická její brutalita. Celá města byla vyhlazena a národy byly deportovány ve snaze jejich pokoření.

### Achaimenovská Persie

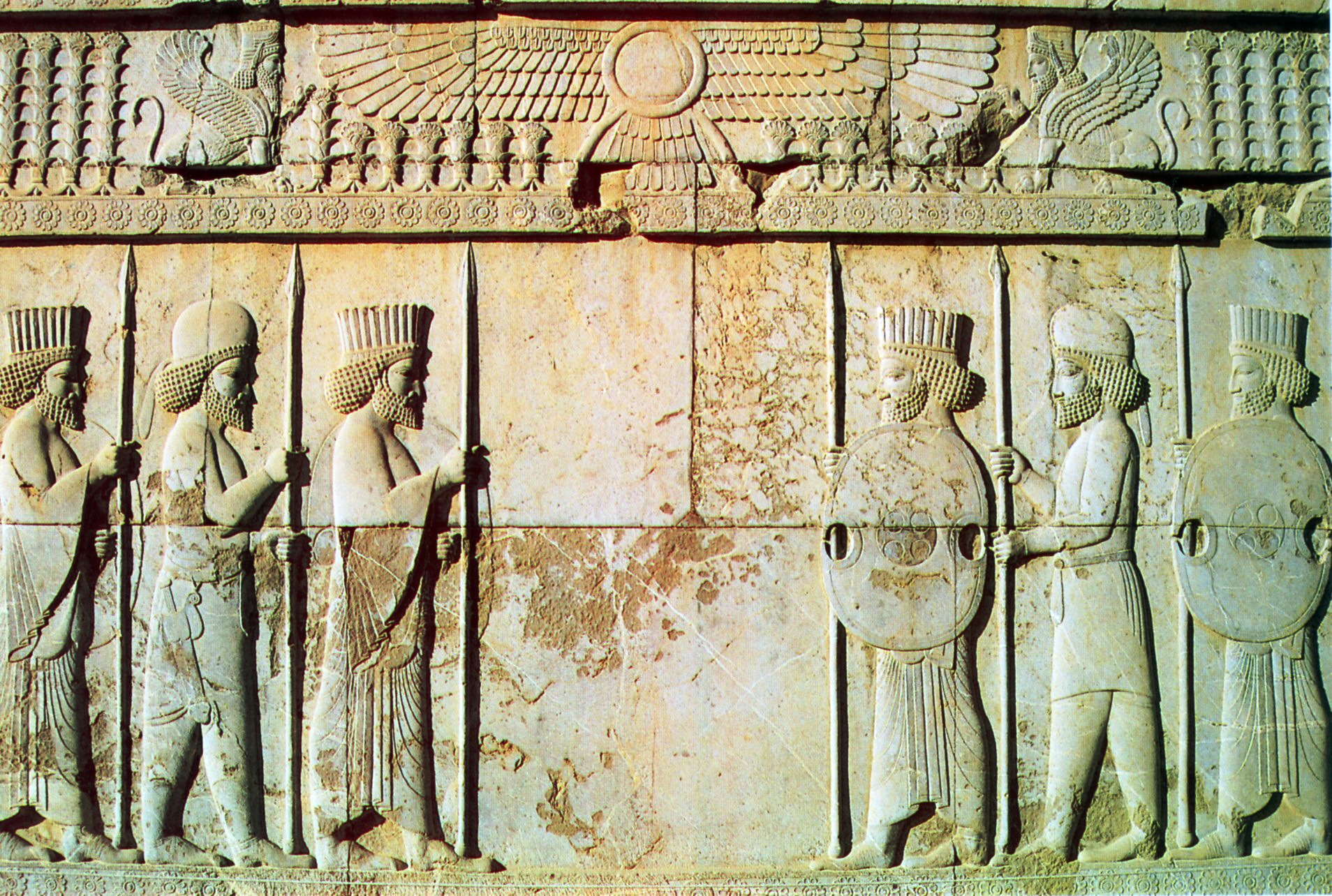
Zde jsou zobrazeni perští a médští vojáci

Achaimenovská dynastie byla stará dynastie, která byla dlouhou dobu v pozadí. Až za krále Kýrose II. Velikého se dostala tato dynastie do popředí. Kýros II. vytvořil v 6. století př. n. l. největší říši, která kdy byla viděna v oblasti Středozemního moře. Perské vojenství se skládalo z pěchoty, kavalerie, obléhacích technik a z válečného námořnictva.
Co se týče pěchoty, Peršané se příliš neinspirovali Asyřany. Jádro jejich armády tvořili lučištníci, kteří byli z počátku vybaveni jednoduchými luky ze dřeva a až později kompozitními luky. Lučištníci byli v bitvě chráněni štítonoši a častým jevem bylo budování ochranných stěn. Štítonoši se často řadili do formacích zvaných sparabara (v podstatě šlo o formaci, při které vojáci vytvořili zeď ze svých štítů). Pokud se přes formaci dostali nepřátelé, mohli se lučištníci chránit meči, avšak jejich nedostatek výcviku a brnění je činil nepřipravené pro boj muže proti muži. Další část pěchoty by se mohla nazývat lehká pěchota. Tito muži nosili lehké brnění a jako zbraň užívali meč, kopí, sekyru a oštěp. Zajímavou částí armády byli perští nesmrtelní, kteří by se také dali označit za lehkou pěchotu.
Jinak byla celá perská pěchota velmi různorodá, protože v ní sloužilo mnoho národností. Například Thrákové využívali brnění a zbraně podobné řeckým peltastům. V perské pěchotě sloužili i těžkooděnci (většinou pocházející z Malé Asie), ale jejich počty nebyly velké. Nedostatek perských těžkooděnců se projevil v řecko-perských válkách, kdy se perským lučištníkům nedařilo rozbíjet svojí střelbou řecké falangy. Perští králové a satrapové si začali brzy najímat řecké žoldnéře, kteří bojovali i proti Alexandrovi Velikému.

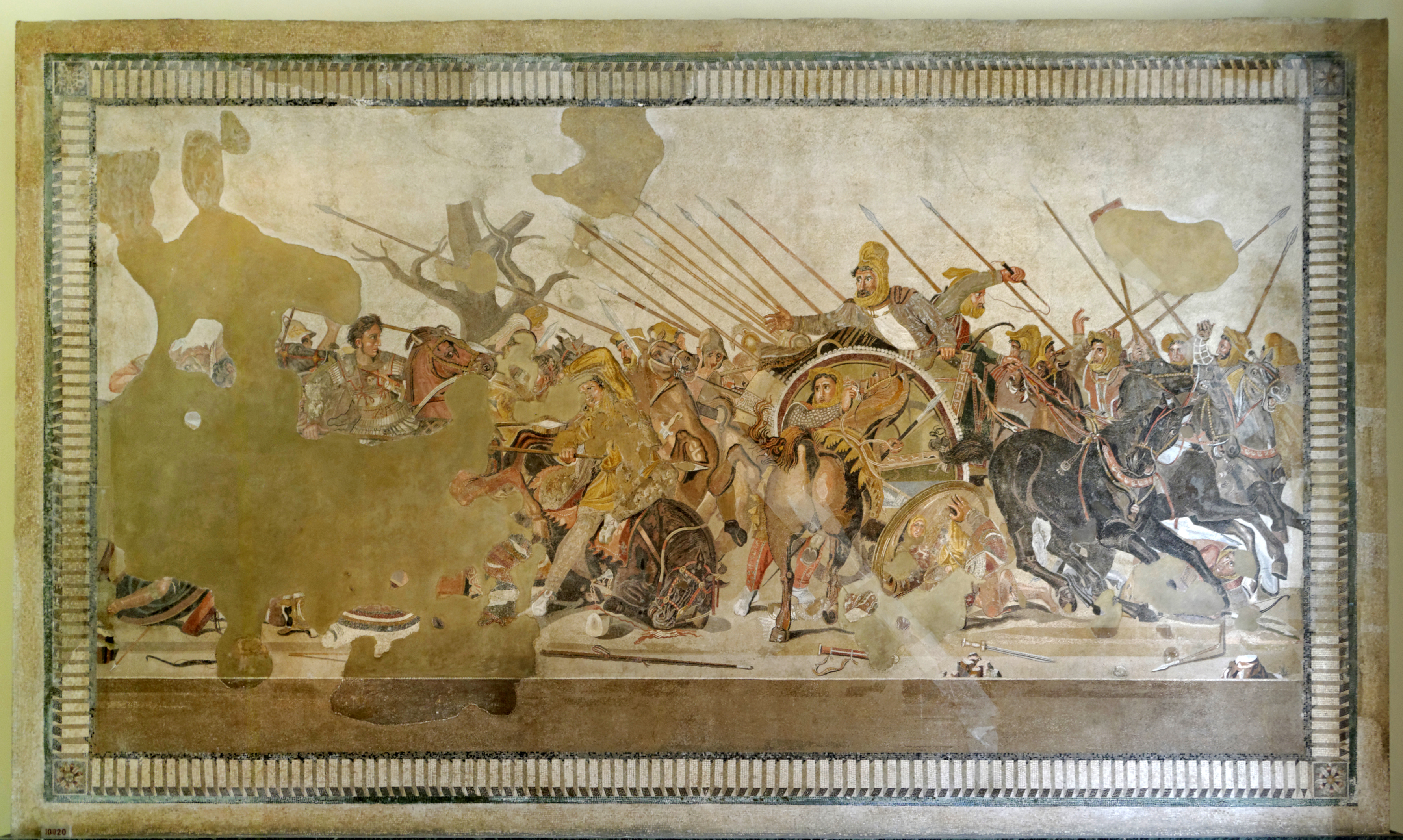
Bitva u Issu

Jednotky perské pěchoty byly organizovány do bazarabam (tisíců), děleny na sataba (stovky) a dále na dathabam (desítky).
Perská kavalerie byla celkem početná a sloužili v ní jízdní kopiníci a lučištníci. Tito jezdci nebyli příliš obrnění, protože z počátku neexistovali koně dost silní, aby nesli obrněného muže. Muži používali k ochraně lehké látkové brnění, malý okrouhlý štít a v boji luk, kopí a oštěp. Kombinace pěších lučištníků a kavalerie se osvědčila v bojích s kočovnými národy Asie, ale proti těžce obrněným řeckým hoplítům selhávala. Zářným příkladem je bitva u Plataj, kde se perským jezdcům nepodařilo byť jen narušit řecké linie. Peršané byli specialisté na chov a šlechtění koní a v době řecko-perských válek již vyšlechtili koně, který dokázala nést muže s těžkým brněním. Muž na takovémto koni nosil kovové brnění (lamelové brnění) a kůň byl vybaven ochranou hlavy a hrudi. Těchto koní ale nebylo moc a Peršané nikdy nevytvořili ve své armádě jednotky těžké jízdy. To však nic nemění na tom, že perská kavalerie byla schopná a v podstatě neměla v tehdejším světě konkurenci.
Určitou dobu byly v perské armádě k vidění válečné vozy opatřené kosami. Tyto vozy byly použity v bitvě u Gaugamél a jenom dokázali to, proč se vozy již v té době již nevyužívaly.
V obléhacích technikách se Peršané částečně chopili asyrského dědictví. Využívali beranidla, žebříky a obléhací věže, ale dále je vůbec nerozvíjeli a dokonce se jejich úroveň zhoršovala.
Válečné námořnictvo jim zajišťovali Féničané. Féničané vynalezli tzv. pentekotéry a birémy, které byly vybaveny beranem. Beran byl v podstatě kláda (s kovovou hlavicí) umístěna na přídi lodi. Fénické lodě již byly schopny vyplout na otevřené moře a Féničané s nimi podnikali výzkumné plavby. Tyto lodě se však ukázaly zastaralé a neúčinné vůči řeckým triéram.

### Řecko

#### Pěchota a kavalerie
Řecké vojenství se od svých orientálních protějšků velmi lišilo. Stejně jako jiné státy té doby, i Řecko využívalo ve vojenství pěchotu, kavalerii, obléhací techniky a válečné námořnictvo, ale jejich taktika a výbava byla rozdílná než u ostatních států.
Hlavní částí řecké armády byla pěchota. Pěchota se skládala z těžkooděnců, kteří používali tzv. falangu. Vznik těchto vojáků (hoplítů) a formace falangy se datuje kolem roku 700 př. n. l. Není zcela jisté proč se Řekové spoléhali zrovna na těsné formace hoplítů, než na velké kontingenty lučištníků a lehkou pěchotu. Nejspíše nejvýraznějším aspektem v tomto směru byl stále silný kult bojovníka a boje muže proti muži.
Nejdůležitějším vybavením hoplíty byl štít hoplon (odtud dostali své jméno). Hoplon byl v podstatě mělký talíř, který byl vyroben ze dřeva, pokryt bronzem a měřil v průměru 80–100 cm. Další důležitou částí brnění byla přilba. V Řecku existovalo velké množství přileb, od jednoduchých, které zakrývaly celou hlavu a dávaly prostor pouze pro oči a ústa až po přilby, které byly skvěle vytvarované (prostor pro uši) a měly výrazný chochol (pozdně korintská přilba). Tělo měl hoplíta chráněno brněním, které bylo většinou vyrobeno z tuhé kůže (či látky) a doplňováno bylo kovovými šupinkami, ale v některých případech se využívaly i kovové krunýře. Dále nosil holenice a jednoduché kožené sandály. Jako zbraň hoplítovi sloužilo kopí dlouhé něco mezi 2 až 3 metry a meč s čepelí asi 60 cm dlouhou (ten byl však využíván pouze zřídka).

Klasická falanga byla tvořena osmi řadami hoplítů, kteří měli výborný výcvik a skvělou morálku. Falangu hoplítů bylo opravdu těžké porazit. Postupující falangu si můžeme představit jako parní válec, který zničí vše co mu stojí v cestě. Avšak, falanga měla i slabiny. Na nerovném terénu byla formace málo obratná a útok ze strany či týlů jí mohl též zničit.

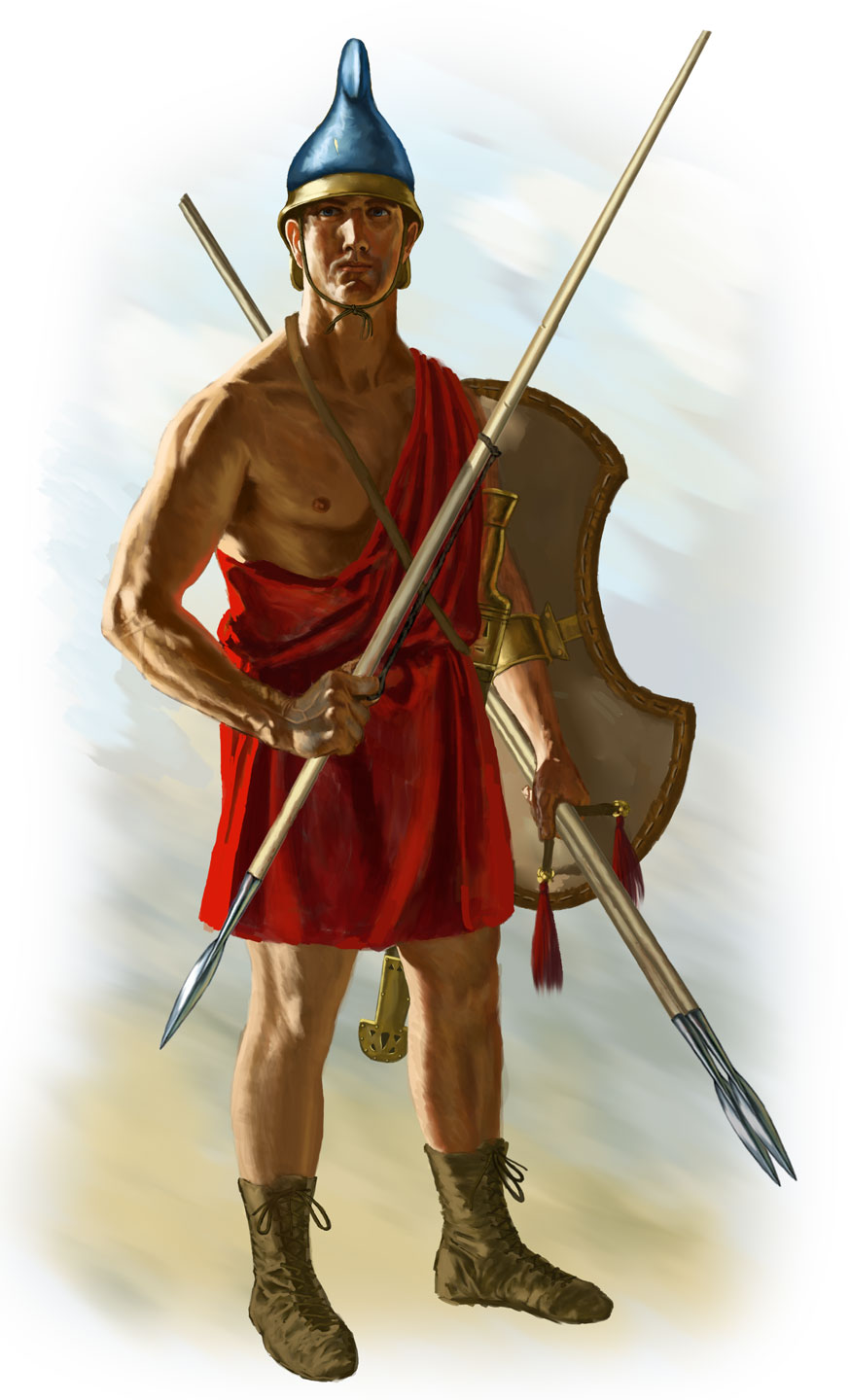
Peltast

 Proto museli řečtí pěšáci udržovat stoprocentní disciplínu a nepanikařit. Co je pro tuto dobu nezvyklé je to, že hoplíté měli ve většině případech skvělou morálku. To bylo zajištěno stálým vštěpováním řecké ideologie a neustálé připomínání řeckých legend a mýtů.
I když v řecké armádě dominovali těžce vyzbrojení hoplíté, existovali zde i příslušníci lehké pěchoty. Tito pěšáci se nazývali peltasté. Jejich název je stejně jako u hoplítů odvozen od jména jejich štítu (pelta). Pelta byl štít srpkovitého či půlkruhového tvaru vyrobený z proutí a potažený zvířecí kůží. Jako zbraň jim sloužil oštěp a meč falx. Žádné další brnění již nenosili, bojovali buď v tunikách, výjimečně i nazí a jako helma jim sloužila většinou čapka ze zvířecí kůže (hlavně z liščí). Peltasté bojovali v řeckých armádách hlavně za řecko-perské a peloponéské války. Ve většině případech šlo o žoldnéře ze severního Řecka a Thrákie. Peltasté se osvědčili v mnoha bitvách a v těchto bitvách se ukázala fatální nepřipravenost řecké armády na útoky lehkých jednotek. Athénský generál Ífikratés se snažil o vojenské reformy, které by zdokonalily řeckou armádu. Výsledkem bylo zkřížení hoplíta z peltastem. Tento voják měl lehčí brnění, menší štít a dlouhé kopí (3,6 metru).
Většina řeckých městských států buď kavalerii nepoužívala a nebo měly jen omezený počet kavaleristů. Avšak, našly se zde i oblasti, které byly pro chov koní vhodné (Thesálie, Bojótie). Mnoho dnešních plemen pochází z Řecka a řecká aristokracie si brzy oblíbila jízdu na koni. Existovaly dva druhy jízdy, lehká a těžká. Lehká jízda bojovala oštěpy a jako brnění ji sloužil pouze štít. Těžká jízda používala oštěp, kopí a vybavena byla šupinkovým brněním nebo bronzovými kyrysy.

#### Obléhací techniky a válečné námořnictvo

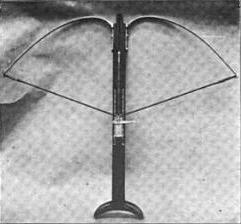
Gastraphetes

Z počátku byly řecké obléhací techniky velmi primitivní a po celé klasické období se v pevninském Řecku nijak nerozvíjely. Jedinou výjimkou je obléhání města Plataje, které započalo roku 429 př. n. l. Sparťané společně se svými spojenci oblehli město, vystavěli obléhací stavby (příkopy, palisády atd.) a nakonec zkonstruovali rampu, po které přisunuli k hradbám svá beranidla. I přes všechnu snahu se obléhatelům nepodařilo město zdolat útokem, a tak započalo zdlouhavé obléhání končící v roce 427 př. n. l.
Nakonec to nebyli pevninští Řekové, kteří se zasloužili o rozvoj obléhacích technik, ale jejich příbuzní ze Sicílie. Dionýsios I., tyran syrakúský, snil o sjednocení ostrova a o vyhnání neřeckého obyvatelstva. To však nešlo bez obléhacích strojů, které by dokázaly zničit hradby. Dionýsios I. nejdříve vybudoval kolem Syrakús silné opevnění a poté vyzval učence z celého Středomoří, aby se dostavili do Syrakús. Vzhledem k tomu, že byly slíbeny vysoké odměny, podařilo se Dionýsiovi shromáždit největší učence z celého Středozemního moře. Výsledky těchto mužů, kteří pocházeli z různých zemí, byly pozoruhodné. Právě v Syrakúsách vznikly první katapulty a to gastraphetes a oxybeles. Gastraphetes (břišní luk) byl předchůdce dnešní kuše, přičemž oxybeles byl dvojramenný katapult, sloužící k palbě na větší vzdálenosti (tento stroj dokázala vrhat kamenné koule až o váze 80 kg).
Velký budovatel obranných hradeb a obléhacích strojů byl Archimédés. Archimédés velkou měrou zdokonalil katapult oxybeles a podílel se na výstavbě opevnění kolem Syrakús (pevnost Euryalos). I když byly tyto stroje velmi účinné, do té doby, než pevninské Řecko dobyla Makedonie, neujaly se v této části světa sicilské obléhací techniky.
Když byli Peršané roku 490 př. n. l. poraženi u Marathónu, bylo to velké řecké vítězství, avšak samotným Řekům bylo jasné, že se Peršané vrátí. Pokud chtěli perský útok odrazit, museli mít řecké polis válečné námořnictvo. V roce 480 př. n. l. vpadl Xerxes, se svou ohromnou armádou do Řecka a Řekové se snažili s co největší rychlostí postavit velkou a účinnou flotilu. V tomto směru nejvíce figurovaly Athény, které stihly vyrobit 200 lodí. Řekové využívali triéry, přičemž tyto lodě měly k dispozici i Peršané. Řekové se ukázali být zdatnými námořníky a to hlavně v bitvě u Salamis a u Mykale.
Po těchto bitvách se řecké námořnictvo (či spíše loďstvo délského spolku) zaměřilo na oslabování perské moci ve východním Středomoří a je až zarážející jejich úspěšnost. Po skončení řecko-perské války (449 př. n. l.) brzy propuká nový konflikt, peloponéská válka. V této válce se ukázala důležitost válečného námořnictva a obě válčící strany měly své flotily složené z triér. Když válka konečně skončila, bylo Řecko velmi oslabeno a nakonec jej dobyl Filip II. Makedonský.

### Makedonie

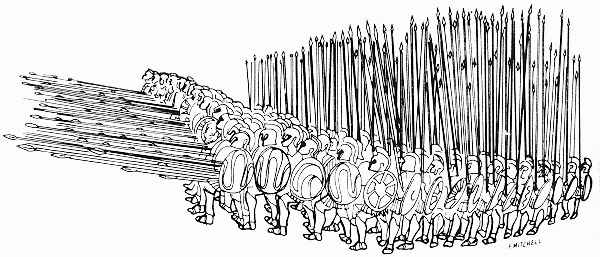
Makedonská falanga vyzbrojená sarísou

Makedonské vojenství velkou měrou čerpalo z vojenství řeckého. Stejně jako Řekové, i Makedonci využívali falangu, ale značně pozměněnou.
Iniciátorem reforem makedonské pěchoty byl Filip II. Makedonský. Filip profesionalizoval makedonskou pěchotu zavedením vojenského cvičení i v dobách míru. Dále zvětšil mohutnost falangy z klasických 8 na 16 řad (pokud byla při útoku zapotřebí větší váha, falanga se zdvojila na 32 řad). Základní jednotkou makedonské nebo helénské pěchoty byla setnina (zvaná taxis) o velikosti 120–130 mužů.
Radikálně byla změněna výstroj falangisty. Kopí bylo prodlouženo na 6 metrů a nazývalo se sarísa (díky delšímu kopí mohli Makedonci nepřítele zasáhnout dříve). Vojáci byli rovněž vybaveni buď dýkou nebo mečem (pro boj zblízka). Brnění bylo značně odlehčeno, zavrhlo se používání kovových kyrysů a jako ochrana horní části těla se využívala lněná látka či surová kůže. Stehenní brnění již nebylo tak často k vidění, i když přední řady falangy je často vlastnily. Štít byl samozřejmostí, ale už se nepoužíval hoplon, nýbrž makedonský aspis. Nesmíme zapomenout na přilbu, přičemž nejpopulárnějšími typy byla přilba pilos a přilba thrácká.
Členové těžké pěchoty (jádra makedonské armády) se nazývali pezhetairoi. Dále zde existovala záhadná jednotka hypaspistů. Moderní historici se přou, šlo-li o elitní jednotky makedonské armády (vyzbrojeny jako řečtí hoplíte) nebo o přepadový oddíl lehké pěchoty. Pokud šlo o elitní jednotky, byli to příslušníci těžké pěchoty (vzhledem k tomu, že bojovali napravo od hlavní linie naznačuje, že se jednalo o těžkou pěchotu). Jako oddíl lehké pěchoty by byli hypaspisté oděni do lehčího brnění a nosili by vysoké boty. Na rozdíl od Řeků, Makedonci s oblibou využívali lehké jednotky peltastů a lučištníků (hlavně s Thrákie).

Makedonci také vlastnili velké počty kavaleristů. V makedonské armádě existovaly dva typy jízdy, lehká a těžká. Příslušníci lehké jízdy pocházeli většinou z Thrákie a Thessalie a těžká jízda se skládala z makedonských šlechticů a nazývala se Druhové (hetairoi).

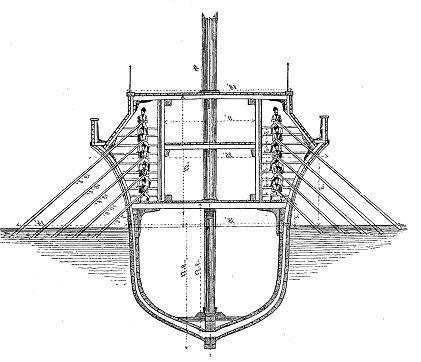
Průřez quinquerémou

 V obou typech jízdy se využívalo kopí xyston, které bylo opatřeno kovovou špičkou po obrou stranách. Lehká kavalerie nosila lehké brnění (lněné či kožené) a helmu. Druhové byli opatřeni kovovými kyrysy a stejně jako lehká kavalerie i helmou. Nejsou však dochovány žádné důkazy o nošení štítu makedonskou kavalerií, takže ho nejspíše nepoužívaly. Makedonská kavalérie převážně bojovala ve třech formacích a to buď čtvercové, klínové či kosodélníkové.
Jestliže Řekové znovuoživili techniky obléhání, potom je Makedonci značně zdokonalili. Stejně jako Dionýsios, i Filip II. shromáždil ve svém sídelním městě (Pelle) většinu nejlepších techniků z celého Středomoří. Tito technici po čase zavrhli napínací systém (dřevěná ramena ohnutá dozadu jako vodorovný luk) a vytvořili systém torzní (silně zkroucené silné provazy s pevnými dřevěnými rameny). Torzní systém byl účinnější než jeho předchůdce a bylo tak docíleno zvýšení síly a dostřelu. Ihned byl zdokonalen stroj oxybeles a došlo k vynalezení nového stroje tzv. lithobolos (vrhač kamenů). Lithobolos byl první čistě dělostřelecký kus a byl schopen vrhat kameny o hmotnosti 4,5 kg až na vzdálenost 450 metrů. Díky těmto strojům se Makedoncům dařilo dobývat opevněná perská města a jejich obléhací techniky nakonec přejali Římané.
Filip a ani Alexandr se příliš nesnažili o vybudování válečného námořnictva a během celého dobyvačného tažení Makedonců nehrálo jejich námořnictvo žádnou větší roli. Po nástupu diadochů brzy vypukly závody ve zbrojení, které se týkaly i válečných lodí. Diadochové potřebovali, aby byly jejich lodě schopné přepravovat velké počty pěšáků a k tomuto účelu nebyly triéry příliš vhodné. Tak došlo k vytvoření lodě polyréma a quinqueréma (posledně jmenovaná byla oblíbena hlavně v Kartágu). Tyto lodě měly větší počet veslařů a byly daleko větší než triéry. Zvýšená nosnost nových lodí dovolovala umístění malých katapultů na jejich paluby a tak námořní beran postupně ztrácel na významu. Během válek diadochů došlo k mnoha námořním bitvám a námořnictvo se opět ukázalo jako hrozivá zbraň.

### Starověký Řím

#### Pěchota a kavalerie

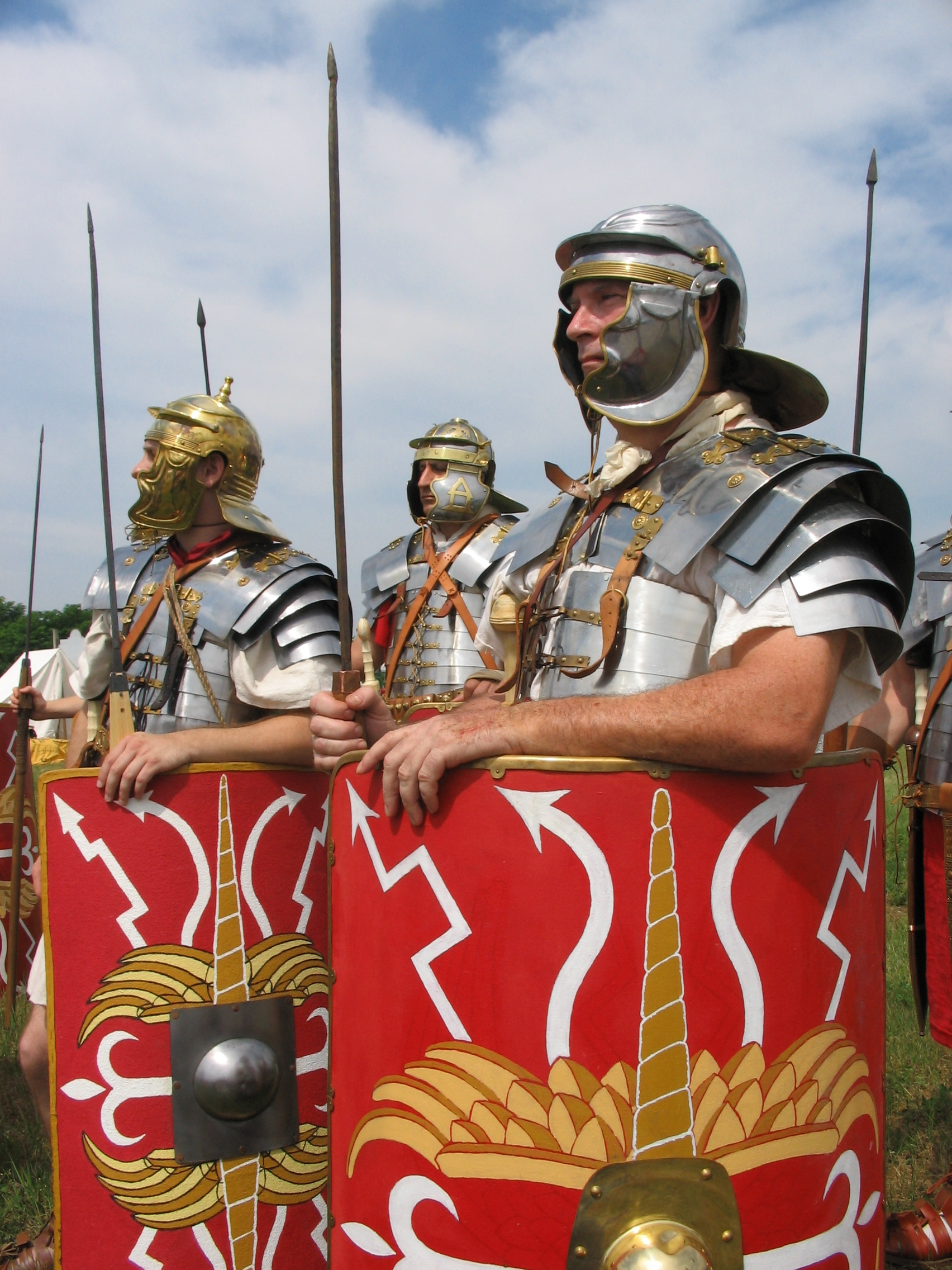
Moderní rekonstrukce římských legionářů s plátovou zbrojí (lorica segmentata)

Starověký Řím v mnoha ohledech dovedl starověké vojenství k největší dokonalosti.
Stejně jako v Řecku, i v Římě hrála největší prim pěchota. V počáteční existenci byl římský stát silně ovlivněn keltskou kulturou. To se odráželo na výzbroji pěšáka a i na taktice celé pěchoty. Pěšák té doby bojoval dlouhým mečem (podobný keltskému) a jako brnění mu většinou sloužil pouze štít. Taktika byla velmi jednoduchá, pěšáci zaútočili v jednom ohromném útoku a pokud došlo k jejich odražení, většinou prohráli. Vše se změnilo, když si Řím podmanili Etruskové (600 př. n. l.).
Etruskové v Římě zavedli falangu řeckého typu a všeobecnou brannou povinnost. Po vyhnání posledního etruského krále si Římané falangu ponechali. Když však Římané utrpěli několik drtivých porážek od Galů a Samnitů, rozhodli se falangu zavrhnout.
Místo falangy se začalo používat tzv. manipulové válečnictví. Nejzákladnější formací tohoto systému byla centurie, z centurií vznikaly manipuly (120–150 mužů) a kohorty (480mužů). Ze všech těchto uskupení poté vznikla římská legie. Významnou proměnu prodělal i římský pěšák. Místo řecké výstroje (viz výše) používal meč gladius (délka něco mezi 60 cm), oštěp pilum (někdy sloužilo těž jako kopí), štít scutum, různé typy přileb a kroužkové brnění (vzhledem k velké ceně tohoto brnění jím nemuseli být vybaveni všichni vojáci). Všechno toto vybavení si museli vojáci zajišťovat sami, ale ve výjimečných případech jim to financoval stát.
Během druhé punské války došlo k dalším reformám pěchoty. Podle Polybia byl počet lehkooděnců v každé legii zdvojnásoben a to hlavně kvůli jejich fatálnímu nedostatku v bitvě u Kann. Dále byl přijat známý meč gladius hispaniensis, který měl delší špici a jeho délka činila 50 cm (od té doby se římští pěšáci výhradně spoléhali na bodný útok). Reformy byly zcela jistě úspěšné, což dokazují četná římská vítězství.
V období třetího a druhého století př. n. l. se Řím ocitl v mnoha válkách a omezení vojenské služby bylo v několika případech zrušeno. To mělo za následek, že z římská pěchota byla brzy plná vojenských veteránů (tedy jakých si profesionálů). Roku 122 př. n. l. byl přijat zákon, na základě kterého musel stát poskytovat vojákům všechnu potřebnou výstroj. Tím se mnohým chudým občanům otevřely dveře do armády (předtím si vybavení vojáka nemohli dovolit). Výstroj pěšáka prodělala jen málo změn, jen pilum bylo o něco zdokonaleno. Plně profesionální a stálou pěchotou se ta římská stala roku 52 př. n. l. kdy byly nařízeny všeobecné odvody.
Rané císařství se neslo v duchu standardizace výstroje římské pěchoty. Místo kroužkového brnění se začalo využívat brnění plátové a pilum bylo doplněno o olověné závaží. Jinak se římský pěšák vůbec nezměnil. Pověstná byl v té době disciplína a výcvik římského pěšáka, díky čemuž dokázali pěšáci vytvářet složité formace (testudo). V římské pěchotě také sloužili tzv. auxilia (pomocníci), kteří měli druhotné brnění a jejich jednotky se využívaly k plnění podřadných úkolů.
Během pozdního císařství dochází k tzv. barbarizaci římské pěchoty. Od konce třetího století přestávají pěšáci používat scutum, pilum i gladius. Místo nich se v římské armádě začínají objevovat typické germánské zbraně (meč spatha, lehký germánský štít, oštěpy spiculum a vericulum). V této době také došlo k zvětšení římské armády rozšířením odvodů (vojenská služba byla povinná pro všechny). Kvůli tomuto nařízení se Římanům vojenská služba znechutí a tím se zhoršuje poslušnost a disciplinovanost celé armády. Nakonec se pěchota vzdává i formace legie a nejspíše jí nahrazuje perská formace sparabara.
Římané se až do druhé punské války o kavalerii nijak zvlášť nezajímali a ani ji neměli v armádě příliš početně zastoupenou. Pokud již římská armáda měla oddíly kavalerie, potom byli její členové nevalní jezdci a pocházeli buď z řad šlechticů nebo římských (italských) spojenců. Avšak, po již zmíněné válce si Římané uvědomili, že nutně potřebují početnou a kvalitní kavalerii. Po celou zbývající římskou historii byla jejich kavalerie složená buď ze spojenců nebo ze žoldáků. Římská kavalerie se tak stala velmi různorodá. Jako lehkou jízdu využívali Římané Numidy, Araby či Peršany (Parthy).
Největší měrou byla v jejich kavalerii zastoupeni tzv. střední kavalerie, která byla složena z Galů, Germánů a Iberů (Keltiberů). Tito kavaleristé nosili kroužkovou zbroj, kopí, meč, helmu a případně štít. Také tu byla těžká jízda složená z tzv. katafraktů. Že byla římská kavalerie složená ze spojenců a žoldáků však neznamenalo, že by se kavaleristům nedostalo náležitého výcviku. Kavaleristé se museli naučit jak boji pěšmo, tak na koňském sedle, absolvovali dlouhé a vysilující pochody a všichni se museli bez rozdílu naučit zacházet s mečem, oštěpem, kopím, lukem a prakem (to platilo hlavně v raném císařství). Zvyšující se úcta a prestiž římské kavalerie v pozdním císařství ji předurčila jako dominantní složku armády ve středověku.

#### Obléhací techniky a válečné námořnictvo

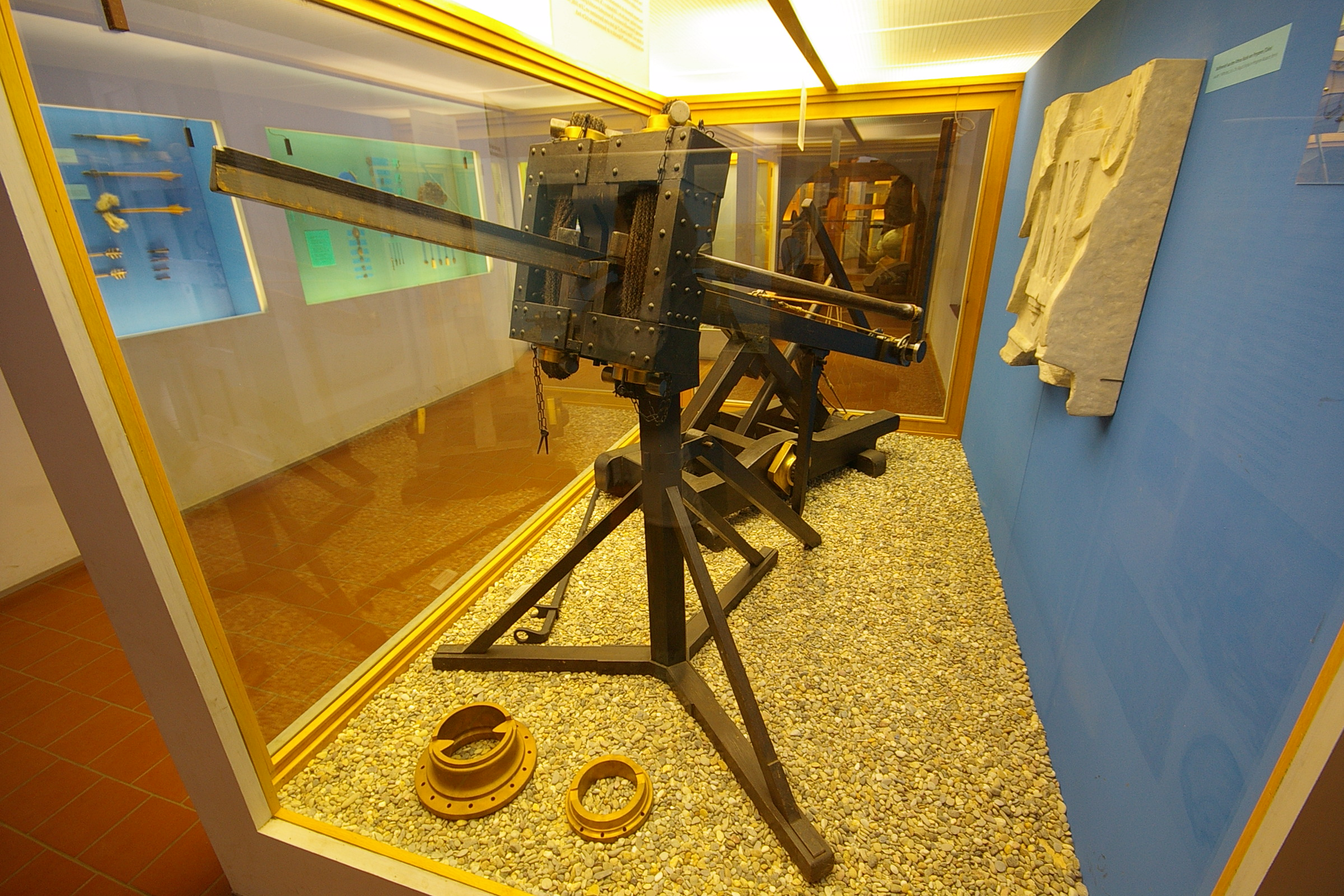
Balista pocházející z raného císařství (rekonstrukce)

Když se Římané dostali ve třetím století př. n. l. do kontaktu s opevněnými městy na jihu Itálie, uvědomili si, že nejsou schopni tato města zdolat. Brzy se jim však podařilo ukořistit řecké obléhací stroje a ihned je začali používat. Římané se záhy stali mistry v obléhání. Nejen, že měli výkonné stroje, ale zároveň dokázali stavět dokonale propracované obléhací stavby (valy, příkopy, opevnění) a byli zároveň velmi vytrvalí (město Lilybaion na Sicílii obléhali celých 9 let). V neposlední řadě jim k blokádě měst sloužilo i jejich námořnictvo.
Během používání řeckých strojů (oxybeles, lithobolos) si Římané všimli několika nedostatků a samozřejmě je odstranili. Balista byla římskou verzí stroje lithobolos, přičemž se vyznačovala zlepšenou přesností (silnější pružiny). Římská cheiroballistra byl stroj vystřelující šipky, měl pevnější rám a hlavice byly celé z kovu. Cheiroballistru lze považovat za vrchol římského (tedy celého starověkého) obléhacího umění. I když byly tyto stroje velmi účinné, stále se používaly žebříky, beranidla a obléhací věže. Římané se oblíbili starou asyrskou praxi, vybudování rampy k obléhanému město a přisunutí obléhací věže po této rampě.
Když římští císaři v raném císařství přistoupili na politiku postupného opevňování říše, vzniklo po celém jejím území mnoho opevnění. Tyto pevnosti byly velmi dobře opevněné (v tom Římanům pomohl jejich vlastní vynález, beton) a komplex pevnůstek limes Romanus a Hadriánův val jsou toho důkazem. V pozdním císařství dochází k úpadku obléhacích technik a kvůli tomu se vytrácejí dvojramenné katapulty a nahrazují je katapulty jednoramenné. Většina jednoramenných katapultů byly tzv. onagery, ze kterých se postupně vyvíjejí další podobné katapulty.
Až do první punské války Římané válečné námořnictvo nevlastnili a ani ho nepotřebovali. Po vypuknutí této války však Řím z hrůzou zjistil, že není schopen přepravit své vojáky na Sicílii, natož k africkému Kartágu. Římané se rozhodli vystavět většinu svého loďstva podle ukořistěné kartaginské quinquerémy. Nově vystavěné lodě doplnili a vynález corvus (v podstatě šlo o můstek, který byl spuštěn na nepřátelskou loď). Tento vynález byl velmi úspěšný, ale nakonec se přestal používat kvůli nerovnováze lodi, kterou způsoboval. I tak Římané válku vyhráli.
Své loďstvo užívali se zdarem proti helénistickým říším a v roce 168 př. n. l. ho rozpustili. Důsledkem toho bylo ohromné rozšíření pirátství. Piráti měli ve svém loďstvo hlavně lehká plavidla typu liburna a hemiola. Když bylo pirátství roku 67 př. n. l. vymýceno, převzali Římané jejich lehká plavidla. Bitva u Actia byla poslední velká starověká bitva a poté sloužilo válečné námořnictvo k přepravě vojska, potravin a dalších surovin.

### Keltové

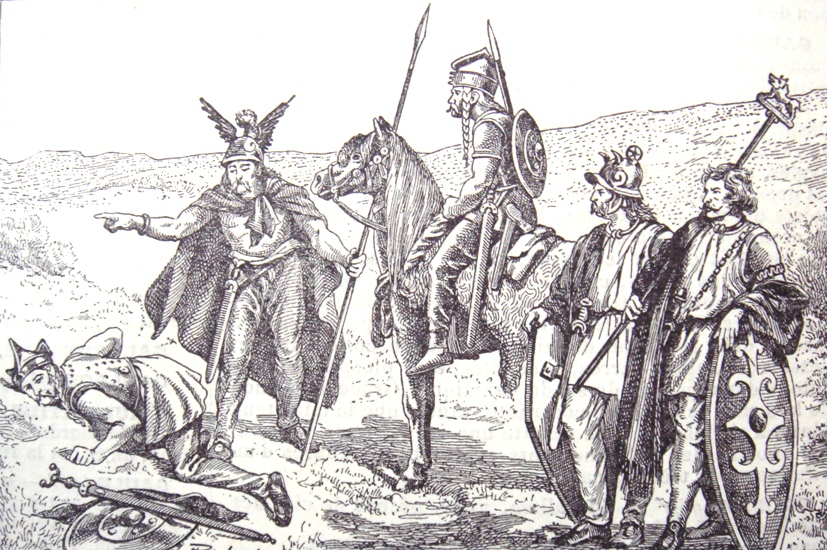
Různí keltští válečníci

Keltové byli tvoření mnoha kmeny, ale jejich vojenství bylo vcelku stejné (snad kromě britských Keltů, kteří užívali své válečné vozy až do příchodu Římanů).
Hlavní částí keltského vojska byla pěchota. Již od rané puberty se keltští mladíci cvičili v boji. Jako válečníci si byli Keltové vždy oporou a nejspíše mezi nimi byla akceptována homosexualita. Co se týče výzbroje, mladíci bojovali kopími a nepoužívali skoro žádnou ochranu. Meč byl symbol válečníka a Keltové si ho velice cenili. Jejich meče byly kvalitní a dlouhé (90 cm), přičemž válečník používající meč byl vybaven malým štítem a případně helmou. Keltové byli pověstní svým pohrdáním brněním a některé kmeny bojovaly v bitvě zcela nazí. I kdyby si chtěl keltský válečník opatřit brnění, nemohl si ho dovolit. Kroužkové brnění, dobrý štít a helmu si mohla pořídit pouze aristokracie, ta ale bojovala jako kavalerie.
Lehké jednotky (oštěpařů, lučištníků a prakovníků) Keltové neměli příliš v oblibě. Podle keltských zásad měl válečník zabít svého nepřítele tváří v tvář a ne střílet a čekat. Existují sice ojedinělé zprávy a přítomnosti lehkých jednotek přímo v bitvě, ale ve většině případech lehké jednotky bránily pevnosti a do bitev nezasahovaly.
Bojový styl byl velmi prostý. Keltští válečníci se nejdříve snažili nepřítele zastrašit svým pokřikem a zjevem, poté zaútočili v obrovské mase bojovníků (někteří v běhu vrhali svá kopí či oštěpy) a snažili se nepřítele porazit. Jestliže byli odraženi, zkoušeli útočit znovu a to až do úplného vyčerpání.
Keltové zavedli mnoho vylepšení ohledně své kavalerie. Vynalezli například kroužkové brnění, různé typy přileb, meč spatha, ohlávku a podkovu. Díky těmto vylepšením se stala jejich jízda velmi obávanou. Kůň představoval pro Kelty posvátné zvíře a také si ho vážili. Jak již bylo napsáno, příslušníci kavalerie byli šlechtici. Jejich bohatství jim umožňovalo zakoupení kvalitní zbroje (kroužkové brnění, helmy, štíty). Jako zbraně si kavaleristé oblíbili oštěpy, kopí a meče. V boji vrhli kavaleristé své oštěpy a následoval zuřivý útok kopími a meči. Kavaleristé byli nejspíše doprovázeni některými vojáky, kteří jim mohli ve chvílích nouze pomoci. Římané popisují keltské kavaleristy jako zkušené a zdatné jezdce neznající strach. Po galských válkách (i před nimi) přijímali Římané s velkou radostí keltské jezdce do svých služeb.
Než se u Keltů rozšířilo používání kavalerie, bojovali na vozech. Od třetího století př. n. l. se v kontinentální části Evropy upustilo od používání vozů a nahradila je kavalerie. Proto Římany velmi překvapilo, když se s vozy v Británii setkali. Ne, že by britští Keltové kavalerii neznali, jen ve válečných vozech stále viděli účinnou zbraň. Na voze byl přítomen vozka a bojovník. Vozy se většinou používaly k útoky ze zálohy, ale bojovník (poté, co vyházel své oštěpy) z koně seskočil a bojoval jako pěšák. Mezitím se vozka s vozem stáhl a čekal až bude moci bojovníka přemístit nebo mu přijít na pomoc.

### Parthové a Sasánovci

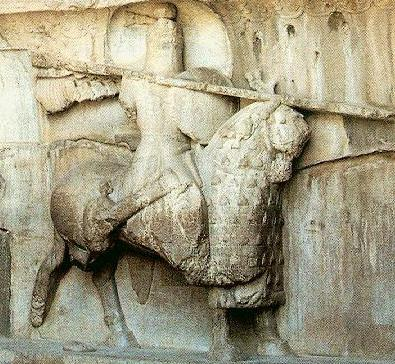
Umělecké znázornění parthského katafrakta

Parthská říše, která vznikla ve druhé polovině třetího století př. n. l. celou dobu své existence soupeřila s Římem. Na rozdíl od Říma se jejich vojenství skládalo pouze z pěchoty a kavalerie.
O parthské pěchotě toho však nelze mnoho napsat, protože jí Parthové skoro nepoužívali. Ve většině bitev se spoléhali pouze na kavalerii, což je často znevýhodňovalo. Pokud se Parthům podařilo Římany porazit na bitevním poli (bitva u Karrh) a vpadli na Římské území, nebyli schopni dobývat římská města a tím tedy ani římské území.
Avšak, parthská kavalerie rozhodně nebyla slabá. Elitou jejich kavalerie byli tzv. katafrakté. Tito jezdci byli od hlavy až po paty chráněni brněním a stejně tak jejich kůň. Brněním bylo většinou plátkové, řetízkové, lamelární nebo šupinkové. Přednost se dávalo brněním, která byla vyrobena z bronzu (železo kvůli potu muže a koně rychle rezlo). Na hlavách nosili klasické kovové helmy s maskou (rovněž kovovou) opatřenou lidskými rysy. Kůň nosil přehoz těžké látky vyztuženou kovovými destičkami. Jako zbraň katafraktům sloužilo kopí dlouhé 3,5m zvané kontos.
Hlavním část parthské kavalerie ovšem představovali jízdní lučištníci. Tito lučištníci nenosili žádnou zbroj a jejich nejnebezpečnější zbraní byl luk. Ten byl kompozitní (vyroben z vrstev rohoviny, dřeva a šlach) a vkládaly se do něj šípy o délce 75 cm. Lučištníci dále nosili zvláštní prsten, který umožňoval snadné vypouštění šípu z tětivy. Jako druhotné zbraně těmto mužům sloužil meč, sekyra a dýka.
Taktika parthské kavalerie se zakládala na neustálém ostřelováním svého protivníka a na nepříjemných protiútocích jejich katafraktů. Ale Římané se brzy naučili své protivníky porážet a po několika římských vítězných vpádech (za císaře Trajána a Septimia Severa) se parthský stát v nepokojích rozpadl.
Sasánovci, dynastie nastupující po Parthech přijala parthskou kavalerii za svou (z drobným vylepšením), avšak ve své armádě měli zastoupenou pěchotu a přijali římské obléhací techniky. Sasánovská pěchota (paighan) se rekrutovala z řad íránských Rolníků. Vzhledem k tomu, že nešlo o profesionální pěšáky, nedokázala se tato pěchota vyrovnat legionářům, ale jako lehká pěchota se skvěle osvědčila. Bojovali kopím, mečem a lukem, k ochraně jim sloužil štít a dále další brněním nevlastnili. Po prvních střetech s Římany se Sasánovci rozhodli začlenit do svého vojska těžkou pěchotu. Tato pěchota byla vyzbrojena podobně jako její římský protějšek a je často zmiňovaná jejich schopnost čelit právě oněm legionářům.
Těžká jízda katafraktů byla doplněna o další brnění (šlo tedy již o skutečná obrněná monstra) a nazývala se savaran. Jízdní lučištníci se vůbec nezměnili, ale je velice zajímavé, že se jejich počty zmenšovali ve prospěch katafraktů. Sasánovcům se také dařilo v oblasti obléhacích technik. Brzy přejali většinu římských strojů a používali je se značným účinkem. Všechny tyto změny vedly k vzestupu jejich říše v některých případech na Římskou říši tvrdě tlačili.

### Germáni

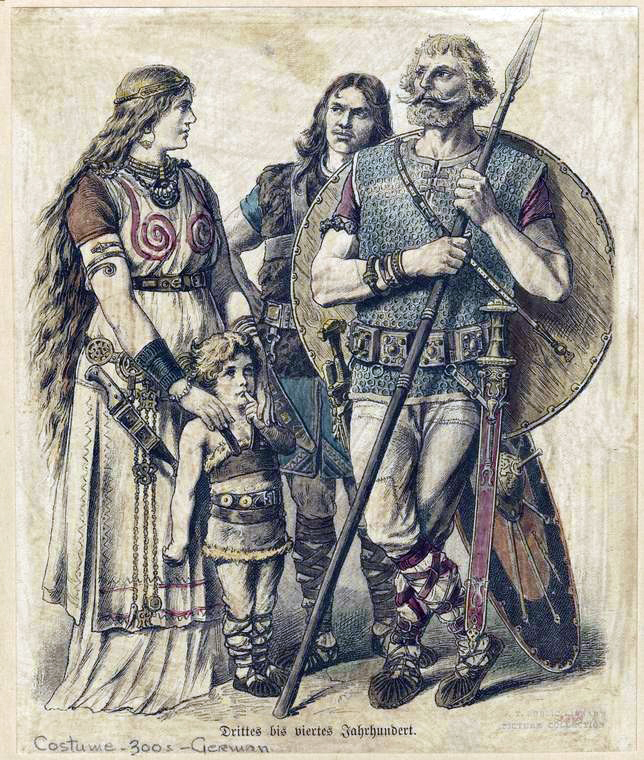
Germánský válečník s rodinou

Zpočátku se germánské vojenství podobalo keltskému. Germáni (stejně jako Keltové) byli vysocí, mohutní a dávali přednost boji muže proti muži (příliš nepoužívali brnění). Nedochovaly se žádné zprávy o výcviku Germánů, můžeme se tedy domnívat, že mladý chlapec napodoboval svého otce a učil se válečnickým schopnostem své rodiny.
To vše se změnilo, když se dostali do kontaktu s Římany. Germáni sice uhájili svou nezávislost v bitvě v Teutoburském lese, ale Římané stále prováděli časté nájezdy na jejich území. Od té doby se Germáni snažili o získání kvalitní zbroje, přičemž římské kusy byly často nelegálně pašovány. I tak se až do konce druhého století vzhled germánského bojovníka nezměnil. Většina jich stále nevlastnila žádnou zbroj (maximálně štít) a bojovali rozličnými zbraněmi jako byl meč, kopí, oštěp a vrhací sekera. Na rozdíl od Galů využívali tito muži v bitvách větší počet lučištníků a luky byly vyrobeny z tisového nebo jedlového dřeva.
Postupem času přestali být Germáni závislí na římských zbraních a brněních, protože po celé Germánii vznikaly výrobní dílny. Výtvory těchto dílen v mnohém předčily strojově vyráběné zbraně pozdních římských zbrojíren. Zatímco v raném císařství římský legionář převyšoval svými kvalitami prostého germánského válečníka, v pozdním císařství si byli tito muži rovni. Používání lehkooděnců se lišilo podle každého germánského kmene. Například Gótové si vážili lehkooděnců a často je s úspěchem využili. Bojový styl germánské armády nebyl složitý, buď útočili přímo na nepřítele nebo se snažili o nečekaný útok ze zálohy.
Germánská kavalerie se skládala ze šlechticů nebo výjimečně bohatých mužů. Často je zmiňován germánský kůň, který byl ošklivý, malý a nepříliš rychlý. Avšak jeho vycvičenost byla pozoruhodná, dokázal stát na místě a čekat na svého pána a to i uprostřed bitvy. Výzbroj kavaleristy odpovídala výzbroji příslušníka střední římské kavalerie. Muž nosil helmu, kroužkové brnění, štít a bojoval převážně kopím a mečem. Kavalerii v bitvě doprovázela lehká pěchota, která jí propůjčovala palebnou sílu a pomáhala uskutečňovat výpady. Ke konci starověku se stala germánská jízda více obrněnou a přijala do svých služeb i jízdní lučištníky (Gótové).
Germáni si nikdy plně neosvojili římské obléhací techniky, i když v pozdějších dobách jsou dochovány zprávy o využívání jednoramenných katapultů právě těmito muži.

## Důležitá tažení
- Řecko-perské války
- Peloponéská válka
- Punské války
- Makedonské války
- Války diadochů
- Galské války
- Římsko-perské války
- Římsko-germánské války

## Důležité bitvy
- Bitva u Meggida, 1457 př. n. l.
- Bitva 10 králů, 14. století př. n. l.
- Bitva u Kadeše, 1274 př. n. l.
- Bitva u Meggida, 609 př. n. l.
- Bitva u Pteria, 547 př. n. l.
- Bitva u Thymbry, 546 př. n. l.
- Bitva u Marathónu, 490 př. n. l.
- Bitva u Salamíny, 480 př. n. l.
- Bitva u Thermopyl, 480 př. n. l.
- Bitva u Mycalé, 479 př. n. l.
- Bitva u řeky Allia, 387 př. n. l.
- Bitva u Chairóneie, 338 př. n. l.
- Bitva u Issu, 333 př. n. l.
- Bitva u Gaugamél, 331 př. n. l.
- Bitva u Hydaspés, 326 př. n. l.
- Bitva u Ipsu, 301 př. n. l.
- Bitva u Kúrúpedia, 281 př. n. l.
- Bitva u řeky Ticinus, 218 př. n. l.
- Bitva na řece Trebia, 218 př. n. l.
- Bitva u Trasimenského jezera, 217 př. n. l.
- Bitva u Raphie, 217 př. n. l.
- Bitva u Kann, 216 př. n. l.
- Bitva nad Metaurem, 207 př. n. l.
- Bitva u Jingxing, 204 BC
- Bitva u Gaixia, 202 př. n. l.
- Bitva u Pydny, 197 př. n. l.
- Bitva u Kynoskefal, 197 př. n. l.
- Bitva u Magnésie, 190 př. n. l.
- Bitva u Karrh, 53 př. n. l.
- Bitva o Gergovii, 52 př. n. l.
- Bitva o Alesii, 52 př. n. l.
- Bitva u Farsálu, 48 př. n. l.
- Bitva u Actia, 31 př. n. l.
- Bitva v Teutoburském lese, 9 n. l.
- Bitva u Edessy, 259
- Bitva u Adrianopole, 378
- Bitva na Katalaunských polích, 451

## Typy jednotek
- Pěchota
  - Lučištník
  - Prakovník
  - Peltast
  - Hoplit
  - Perský nesmrtelný
  - Falanga
  - Římská legie
    - Legionář
- Kavalerie
  - Katafrakt
  - Lehká kavalerie
  - Jízdní lučištník
  - Válečný vůz
  - Válečný slon
- Obléhací stroje
  - Katapult
  - Onager
  - Balista
  - Lithobolos
  - Obléhací věž
  - Beranidlo
- Válečné lodě
  - Pentekontéra
  - Biréma
  - Triéra
  - Quinqueréma
  - Polyréma
  - Liburna